# Časová osa války Izraele s Hamásem 2024 (libanonská hranice)
Toto je časová osa konfliktu mezi Izraelem a islamistickou organizací Hizballáh sídlící v Libanonu za období roku 2024. Konflikt je součástí války Hamásu s Izraelem.

### Leden
Podle izraelského bezpečnostního experta Tala Beeriho je síť tunelů vybudovaných Hizballáhem v jižním Libanonu mnohem rozsáhlejší a sofistikovanější než síť tunelů v Pásmu Gazy. Její rozsah je odhadován na stovky kilometrů. Podle dostupných informací místní síť obvykle spojuje několik obcí a je následně spojena regionálním tunelem s dalšími místními sítěmi. Nejdelší tunel měří podle odhadů 45 km. Některé z tunelů vedou i do Izraele.

#### Sobota 6. ledna
Během rána podnikl Hizballáh masivní raketový útok na severní část Izraele. Podle vyjádření Hizballáhu bylo raketové ostřelování...prvotní odezvou za zabití zástupce šéfa Hamásu Sáliha Arúrího a dalších šest představitelů hnutí. Hizballáh dále oznámil, že proti Izraeli vyslal 62 raket, jejichž cílem byla izraelská vojenská zařízení. Podle IOS na izraelské území dopadlo asi 40 raket.

#### Pondělí 8. ledna
Během útoku izraelského bezpilotního letounu byl v jižním Libanonu zabit velitel jednotek Radwan, elitních sil Hizballáhu Wissam al-Tawil. Tawil byl zabit společně s dalším bojovníkem Hizballáhu při jízdě autem. Tawil je nejvýše postaveným příslušníkem Hizballáhu zabitým od začátku války.
IOS přiznaly, že při raketovém útoku proti izraelské základně na hoře Meron 6. ledna bylo poškozeno zařízení na monitorování severní části Izraele a jižní části Libanonu. IOS v severní části Izraele nemá k dispozici systém protiraketové ochrany. Zařízení bude dle IOS opraveno. Hizballáh zveřejnil videa z útoku, na kterých je vidět rakety zasahující kopule na základně.

#### Pondělí 15. ledna
Raketové ostřelování Izraele Hizballáhem zabilo v Kfar Juval muže a ženu. Izraelská armáda odpověděla útokem na pozice Hizballáhu v Libanonu.

#### Pondělí 22. ledna
Podle agentury AFP bylo od zahájení války zabito v jižním Libanonu 200 osob, přičemž 146 z nich byli příslušníci Hizballáhu. Zabito bylo také 25 civilistů a 1 libanonský voják. Hamás a Palestinský islámský džihád přiznaly ztrátu 10 příslušníků na izraelsko-libanonské hranici. Na izraelské straně bylo zabito 9 příslušníků IOS a 6 izraelských civilistů. Všechny oběti zahynuly během vzájemného ostřelování mezi IOS a Hizballáhem.

### Únor

#### Čtvrtek 29. února
IOS zveřejnily záběry z leteckého útoku na pozice Hizballáhu na severovýchodě Libanonu u města Baalbek. Ten je považován za jednu z bašt Hizballáhu. Zasažena byla jednotka protivzdušné obrany. Podle Izraele byl útok odvetou za sestřelení izraelského dronu Hizballáhem.

### Březen

#### Sobota 2. března
IOS a Hizballáh během dne provedly útoky na cíle protivníka. Hizballáh podle svého tvrzení dronem zasáhl izraelské vojenské velitelství v obci Liman. IOS naproti tomu podle svého tvrzení zasáhly dvě základny Hizballáhu a vojenskou infrastrukturu.

#### Neděle 3. března
Při útoku izraelského bezpilotního letounu zahynuli v jižním Libanonu 3 příslušníci Hizballáhu. Od října 2023 při bojích mezi izraelskou armádou a Hizballáhem zahynulo více než 200 příslušníků Hizballáhu a 50 libanonských civilistů. Na izraelské straně dosud zahynulo 12 izraelských vojáků a 5 izraelských civilistů. Z důvodu bojů na obou stranách hranice uprchly ze svých domovů tisíce civilistů.

#### Pondělí 11. března
Během noci zaútočily IOS prostřednictvím bezpilotních letounů na 2 místa v Baalbeku patřící Hizballáhu. Během útoku byla jedna osoba zabita.

#### Úterý 12. března
Během rána zaútočil Hizballáh 70 raketami na základnu izraelské armády. Krátce na to Hizballáh odpálil dalších 30 raket. Podle Hizballáhu se jedná o odvetu izraelské útoky včetně útoku v Baalbeku z 11. března. Při raketovém útoku nebyl nikdo zraněn, rakety byly zničeny protiraketovým systémem Iron Dome . Jednalo se dosud největší raketový útok provedený během této války. Izraelské letectvo podle vyjádření mluvčího IOS následně při náletu zničilo 3 odpalovací zařízení Hizballláhu.
IOS podle vlastního vyjádření od začátku války zasáhly v Libanonu a Sýrii více než 4500 cílů Hizballáhu. Přitom bylo zabito více než 300 příslušníků Hizballáhu, včetně 5 vysokých velitelů, zraněno bylo více než 750 příslušníků této organizace. Mezi cíle patřily sklady zbraní, pozorovací stanoviště podél hranice, asi 70 velitelských center a více než 50 pozic pro odpalování raket a desítky oddílů provádějících útoky protitankovými raketami. 450 cílů z celkového počtu patřilo elitní jednotce Hizballáhu Radwan. Na izraelské straně zahynulo 10 vojáků IOS a 1 civilista. Podle Hizballáhu zahynulo více než 240 jejich operativců a 40 příslušníků jiných palestinských skupin. Zahynul také 1 libanonský voják a 10 civilistů.

#### Středa 13. března
IOS potvrdily, že dnes provedly dronový útok v jiholibanonském Týru. Cílem bylo vozidlo s vysoce postaveným operativcem Hamásu Hadi Mustafou. IOS ve svém prohlášení uvedly, že v útocích na vysoce postavené činitele Hamásu budou pokračovat. Během útoku kromě Mustafy zahynul ve vozidle další člověk, zabit byl také cyklista projíždějící ve chvíli útoku kolem. Hamás smrt svého operativce potvrdil.

#### Středa 27. března
Raketa vypálená Hizballáhem zabila v izraelském městě Kirjat Šmona 1 civilistu. Útok Hizballáhu byl odvetou za izraelský útok na jiholibanonskou vesnici Habaríja. Při útoku zahynulo 7 příslušníků Džamáa Islamíja, libanonské militantní organizace napojené na Hamás. Podle příslušníka této organizace se jednalo o záchranáře z této organizace, Izrael naopak tvrdí, že šlo o bojovníky. V bojích mezi IOS a Hizballáhem dosud zahynulo v Libanonu 338 osob, z toho 58 civilistů. Na izraelské straně dosud zahynulo 10 vojáků a 8 civilistů.

#### Pátek 29. března
Podle IOS byl při náletu izraelského letectva v jiholibanonské Bazuríji zabit Alí Abdel Hassan Najm, jeden z velitelů raketových jednotek Hizballáhu. Dalších 5 příslušníků Hizballáhu zahynulo při izraelském dronovém útoku v syrské provincii Aleppo.

### Duben

#### Úterý 16. dubna
Podle IOS a zdroje blízkého Hizballáhu byl při izraelském útoku v Ain Baal v jižním Libanonu zabit Ismail Jusef Baz, velitel pobřežního sektoru Hizballáhu.
Hizballáh se přihlásil k dronovému útoku na Bejt Hilel v severním Izraeli. Podle Hizballáhu v první fázi byla cílem útoku pozice protiraketového systému Iron Dome. Podle Izraele byli pří útoku zraněni 3 lidé.

#### Středa 17. dubna
Podle libanonského ministra vnitra stojí za únosem a vraždou libanonského finančníka napojeného na Hizballáh Mohammada Sroura Mosad. Podle libanonských vyšetřovatelů Sroura zmizel 3. dubna a později byl nalezen mrtev. Sroura je obviňován z toho, že zajišťoval převody financí mezi Íránem a Hamásem. Hizballáh odmítl jeho smrt, vzhledem k probíhajícímu vyšetřování komentovat. Izrael se nevyjádřil.
Hizballáh ve svém prohlášení uvedl, že zaútočil na izraelskou vojenskou základnu v Al Aramše v Izraeli prostřednictvím řízených střel a sebevražedných dronů. Podle lékařského centra v severoizraelském městě Naharija bylo po útoku ošetřeno 14 osob.

#### Pátek 19. dubna
Ve Francii se sešli francouzský prezident Emmanuel Macron s libanonským premiérem Nadžíbem Míkátím a šéfem libanonské armády Josephem Aúnem. Obsahem jednání byl mimo jiné francouzský plán na ukončení přeshraniční bojů mezi Hizballáhem a Izraelem. Francouzský návrh předpokládá zvýšenou podporu libanonské armádě a stažení Hizballáhu 10 km od izraelsko-libanonské hranice.

#### Neděle 21. dubna
Během izraelského útoku v jižním Libanonu zahynuli 3 příslušníci Hizballáhu, další 2 byli vážně zraněni. Hizballáh ztrátu přiznal a dodal, že provedl útok na objekty v Metule a Šlomi, v severním Izraeli používané izraelskou armádou.
Hizballáh podle vlastního vyjádření sestřelil nad jižním Libanonem izraelský bezpilotní letoun Hermes 450.

#### Středa 24. dubna
Podle izraelského ministra obrany J. Gallanta provedla izraelská armáda řadu útoků na pozice Hizballáhu v jižním Libanonu. Při útocích bylo, podle Gallanta, zasaženo 40 stanovišť Hizballáhu a zabita polovina jeho velitelů v této oblasti. Izraelská operace kombinovala letecké útoky s dělostřeleckou palbou. Izraelský útok přišel krátce poté, co Hizballáh odpálil několik protitankových střel na severní Izrael. Podle izraelských představitelů jsou IOS vedeny snahou zajistit bezpečný návrat tisícům Izraelců zpět do jejich domovů. Během vzájemného ostřelování mezi IOS a Hizballáhem dosud zahynulo 287 příslušníků Hizballáhu, 54 příslušníků jiných militantních skupin, 1 libanonský voják a 60 civilistů. Izrael ztratil 11 vojáků a 8 civilistů. 70 000 Izraelců bylo evakuováno z pohraničního pásma.

#### Čtvrtek 25. dubna
Pří útoku izraelského bezpilotního letounu byl v obci Douris, jihozápadně od Baalbeku, v údolí Bikáa na východě Libanonu zraněn jeden člověk. Podle zdroje z Hizballáhu bylo zasaženo vozidlo převážející palivo pro Hizballáh.

#### Sobota 27. dubna
Hizballáh zaútočil bezpilotními letouny a řízenými střelami na velitelství izraelské armády v Al Manara a příslušníky brigády Golani. Útok byl, podle Hizballáhu, odvetou za zabití dvou jeho příslušníků při izraelském útoku. Většinu raket zachytil protiraketový systém Iron Dome.

#### Pondělí 29. dubna
K salvě asi 20 raket odpálených z libanonského území proti Izraeli během rána se přihlásila libanonská odnož Hamásu. Cílem palby byla izraelská vojenská základna poblíž města Kirjat Šmona. Většina střel byla zachycena protiraketovým systémem Iron Dome, ostatní dopadly na neobydlené území. Izraelská armáda následně místa odpalu ostřelovala pomocí dělostřelectva. Dalších 15 raket bylo během dne odpáleno z Libanonu na Horní Galileu, jejich dopad se obešel bez zranění a škod. Během noci a přes den útočilo izraelské letectvo na pozice Hizballáhu v jižním Libanonu.

### Květen

#### Středa 1. května
Vůdce strany Křesťanské libanonské síly Samir Geagea vyzval Hizballáh ke stažení z libanonsko-izraelské hranice. Na hranicích by se následně rozmístily jednotky libanonské armády. Geagea odsoudil Hizballáh za to, že vtáhl Libanon do války, aniž jakkoliv Palestincům pomohl. Hizballáh není vládou v Libanonu. V Libanonu je vláda, ve které je Hizballáh zastoupen, řekl Geagea.

#### Neděle 5. května
Podle libanonské tiskové agentury NNA byli při izraelském leteckém útoku v jižním Libanonu zabiti 4 členové jedné rodiny. Podle izraelského prohlášení izraelská letadla v této oblasti útočila na vojenské cíle Hizballáhu. Hizballáh podle svého prohlášení na izraelský nálet reagoval odpálením desítek raket na izraelské území. Podle Izraele byla většina raket zachycena a izraelské letectvo následně útočilo na místa odpalu raket. Během konfliktu mezi Izraelem a Hizballáhem bylo od 7. října 2023 v Libanonu zabito 390 osob, z toho 70 civilistů. Na izraelské straně bylo dosud zabito 11 vojáků a devět civilistů.

#### Pondělí 6. května
Podle IOS útočila izraelská letadla asi 80 km uvnitř Libanonu na vojenské objekty Hizballáhu. Hizballáh podle svého vyjádření odpověděl odpálením desítek raket na velitelství Golanské divize na základně Nafah na Golanských výšinách. Podle libanonské státní tiskové agentury zaútočila vojenská letadla na továrnu v Sifri, kde nálet zranil 3 osoby. Sifri se nachází v údolí Bikáa v oblasti Baalbek, která je považována za baštu Hizballáhu.

#### Středa 8. května
Podle vyjádření IOS zasáhlo 20 izraelských leteckých útoků v jižním Libanonu vojenskou infrastrukturu Hizballáhu v oblasti Ramyjah. Hizballáh ve svém prohlášení uvedl, že prostřednictvím bezpilotních letounů zasáhla izraelském pohraničním městě Ja'ara a odpálil rakety Burkan na kasárna v Biranitu.
Podle IOS izraelské letectvo zaútočilo na objekt patřící elitní jednotce Hizballáhu Radwan v jiholibanonském Jabal Rezlane. Zasaženy byly další objekty Hizballáhu v jižním Libanonu.

#### Sobota 11. května
Podle prohlášení Hizballáhu se tato ozbrojená organizace zaměřila při svém útoku na izraelské zpravodajské zařízení v Džal al-Allam. Při útoku bylo podle Hizballáhu... dosaženo přímého zásahu.

#### Pondělí 13. května
Hizballáh ve svém prohlášení uvedl, že řízenou střelou zničil izraelský tank Merkava. Zároveň zaútočil pomocí dronů na ubikace izraelských vojáků. Podle prohlášení IOS dvě protitankové střely vypálené z Libanonu zranili 4 izraelské vojáky.

#### Úterý 14. května
Při útoku řízenou střelou vypálenou Hizballáhem z Libanonu na pozice izraelské armády zahynul poblíž obce Adamit 1 izraelský civilista a 4 izraelští vojáci byli zraněni. V odvetě zaútočilo izraelské letectvo na objekty Hizballáhu v Ajta aš-Šáb a Kafr Kila.
Podle tvrzení Hizballáhu se mu podařilo sestřelit izraelský špionážní balón nad severoizraelským kibucem Adamit. Sestřel balónu potvrdila i izraelská armáda.

#### Středa 15. května
Podle IOS zasáhl dron vypuštěný Hizballáhem oblast v Dolní Galileji, při útoku nebyl nikdo zraněn. Podle Hizballáhu byl útok veden na izraelskou vojenskou základnu a byl odvetou za izraelské útoky v jižním Libanonu. Útok byl veden do hloubky 35 km na izraelském území a jedná se o dosud největší operační hloubka, které zbraně Hizballáhu v Izraeli dosáhly. Izraelské letectvo následně podle vyjádření IOS zasáhlo odpaliště raket v jižním Libanonu a budovy patřící jednotce Hizballáhu Radwan v Džabal Rezlane a Blidě. Odpaliště raket Hizballáhu ostřelovalo i izraelské dělostřelectvo.

#### Pátek 17. května
Při izraelském útoku na Majdal Anžar na východní hranici Libanonu se Sýrií byl zabit Šarhabil al-Sajíd, šéf al-Džama'a al-Islamija, skupiny spolupracující s libanonskou pobočkou Hamásu. Kromě něj zahynul další operativec Hamásu.
Podle odborníka na raketovou techniku a drony Tala Inbara vlastní Hizballáh pokročilé íránské protiletadlové rakety Sajjád-2. Soudí tak podle snímku zbytku rakety použité při izraelském náletu na jižní Libanon.

#### Neděle 26. května
Podle prohlášení IOS byl při útoku izraelské armády v jiholibanonském městě Naqoura zabit operativec Hizballáhu. Další útok byl veden na 2 operativce Hizballáhu v Ajta aš-Šáb. V reakci na to Hizballáh odpálil asi 15 raket proti severnímu Izraeli. Podle IOS nikdo nebyl zraněn. Později bylo odpáleno dalších 15 raket, které v severním Izraeli zranily 1 člověka. V severoizraelské obci Avivim zasáhla protitanková střela dům. Podle Hizballáhu, který se k útokům přihlásil se jednalo o reakci na zabití operativce.

#### Pondělí 27. května
V reakci na zabití svého operativce odpálil Hizballáh v podvečer z Libanonu asi 25 raket směrem na izraelské město Kirjat Šmona. Následně potom odpálil dalších asi 35 raket do oblasti hory Meron v severním Izraeli. Podle IOS nebyl nikdo zraněn a rakety dopadly do neobydlených oblastí, kde v jednom případě způsobily požár. Izraelská armáda podle svého prohlášení následně zaútočila na odpaliště raket.

### Červen

#### Sobota 1. června
Minimálně 11 raket odpálil Hizballáh na sever Izraele směrem na Nahariju. Podle IOS byla část raket zachycena.

#### Neděle 2. června
Hizballáh zaútočil na severní část Izraele 40 raketami v několika vlnách. Kromě raket byly na sever Izraele Hizballáhem vypuštěny drony naplněné výbušninami. Výbuch dronů a raket zranily 2 lidi a na několika místech založily požáry, které se následně podařilo uhasit. Palbu na izraelské území Hizballáh odůvodnil jako odvetu za izraelské bombardování pozic Hizballáhu v Libanonu.
Podle libanonské Národní tiskové agentury (NNA) zabil izraelský nálet na vesnici Hula v okrese Marjajoun na jihu Libanonu 2 civilisty.

#### Úterý 4. června
Podle libanonské agentury NNA... útok zaměřený na motocykl v Naqura zabil jednu osobu a zranil další, přičemž hovořila o...útoku nepřátelského dronu v této oblasti. Další zpráva hovoří o jiném útoku na auto v jiné lokalitě Libanonu. Hizballáh později ve svém proclášení hovořil o 3 bojovnících zabitých izraelskou palbou. Jako odvetu následně vypustil... spoustu bezpilotních letounů naložených výbušninami na izraelské pozice na okupovaných Golanských výšinách.
Náčelník generálního štábu IOS generálporučík Herci Halevi po jednání izraelského válečného kabinetu prohlásil, že Izrael je... blízko rozhodnutí ohledně každodenních útoků Hizballáhu na severní Izrael. Podle ministra obrany Bennyho Gance... nepřátelství na severní hranici bude vyřešeno do začátku příštího školního roku.
Hasičské sbory pokračovaly během dne v hašení požárů v severním Izraeli. Ty vznikly po sérii raketových útoků Hizballáhu. K hašení bylo nasazeno 30 hasičských posádek, kterým se do úterního rána podařilo dostat většinu požárů pod kontrolu. V Kirjat Šmoně, Kfar Gil'adi a Kachal se hasičům podařilo zastavit oheň těsně před tím, než obce zasáhl.

#### Středa 5. června
Podle lidskoprávní organizace Human Rights Watch (HRW) Izrael použil zápalné granáty s bílým fosforem na obytné budovy v nejméně pěti městech a vesnicích v jižním Libanonu, čímž pravděpodobně ublížil civilistům a porušil mezinárodní právo. Podle zprávy HRW... neexistují žádné důkazy o popáleninách způsobených bílým fosforem. Výzkumníci se pouze odvolávají na zprávy... naznačující možné poškození dýchacích cest. Podle Izraele IOS bílý fosfor používá pouze jako kouřovou clonu a nikoliv na civilisty.
Podle IOS při útoku Hizballáhu bezpilotním letounem zahynul na severu Izraele 1 izraelský voják, dalších 9 jich bylo zraněno. Během bojů na izraelsko-libanonské hranici dosud zahynulo 15 izraelských vojáků a 11 civilistů. Na druhé straně zahynulo 367 bojovníků, většinou Hizballáhu a 88 civilistů.
Během raketového útoku na drúzskou vesnici na severu Izraele bylo zraněno nejméně 7 osob. K útoku, při kterém byly použity tzv. sebevražedné drony se přihlásil Hizballáh.

#### Sobota 8. června
Hizballáh se přihlásil k odpálení salvy raket na velitelské centrum v Izraeli. K ostřelování poprvé použil rakety Falaq 2, přičemž do současnosti používal rakety Falaq 1. IOS podle svého vyjádření identifikovaly a poté zabily militanta Hizballáhu v libanonské oblasti Ajtaroun. Podle libanonských médií při izraelském útoku zahynuly 2 osoby.

#### Neděle 9. června
IOS podle svého prohlášení během noci a ráno provedly několik útoků na cíle Hizballáhu v jižním Libanonu, v Ajtarounu a budovy využívané Hizballáhem v Rab al-Thalathine. V neděli ráno byl zasažen raketomet v Houla. Během dne vypustil Hizballáh na Izrael 2 bezpilotní letouny, které podle IOS zasáhly oblasti na severu Golanských výšin a vyvolaly požáry. Krátce před tím byla z Libanonu odpálena salva asi 10 raket, které zasáhly otevřené oblasti na severu Golanských výšin.
Podle IOS byly na izraelská letadla operující nad Libanonem vystřeleny operativci Hizballáhu protiletadlové rakety, ale žádné letadlo nebylo zasaženo. Buňku Hizballáhu, která rakety odpálila krátce po odpalu zasáhl izraelský sebevražedný dron. Podle IOS je to od začátku bojů v říjnu 2023 poprvé, co Hizballáh použil protiletadlové rakety.

#### Pondělí 10. června
Při útoku protitankovými střelami vypálenými Hizballáhem z Libanonu byl zasažen dům v obci Jir'on. Nikdo nebyl zraněn. IOS také potvrdily zprávy libanonských médií a Hizballáhu, že nad Libanonem byl sestřelen raketou země-vzduch izraelská špionážní dron. Od začátku války se jedná již o 5 sestřelený dron IOS.

#### Středa 12. června
Při izraelském vzdušném úderu byl v jiholibanonské obci Džuaja zabit dosud nejvýznamnější velitel Hizballáhu Tálib Samí Abdalláh. Spolu s ním zahynuli další tři bojovníci Hizballáhu. Hizballáh smrt jednoho ze svých velitelů potvrdil.
V reakci na zabití vysokého velitele při izraelském útoku Hizballáh ve středu odpálil asi 215 raket a několik bezpilotních letounů na severní Izrael. Jedná se o dosud největší útok provedený Hizballáhem od 7. října 2023. Hizballáh svůj útok prohlásil za odplatu za zabití Táliba Samího Abdalláha. Útok byl veden v několika etapách. Během rána bylo odpáleno 90 raket na Tiberias, Safed a Roš Pina. Dalších 70 raket bylo poté odpáleno na oblast hory Meron, kde se nachází středisko řízení letového provozu. 10 raket bylo vypáleno na mošav Zar'it a protitanková řízená střela zasáhla továrnu výrobce obrněných vozidel Plasan v kibucu Sasa a způsobila škody. Později ráno zasáhl bezpilotní letoun otevřené prostranství poblíž obce Civ'on. V odpoledních hodinách bylo vypáleno několik dalších raket na oblast Galileje. Nikdo nebyl zraněn, část raket byla sestřelena protivzdušnou obranu, některé další zažehly požáry.

#### Čtvrtek 13. června
Jako pokračování odvety za zabití jednoho ze svých nejvyšších velitelů označil Hizballáh pokračující ostřelování Izraele. Podle televize Al-Manar bylo během dne vypáleno více než 100 raket následovaných vypuštěním nejméně 30 útočných dronů najednou, což z něj činí dosud největší útok bezpilotních letounů od začátku války. Hizballáh ve svém prohlášení uvedl, že cílem útoků byla izraelská vojenská místa včetně izraelského hlavního velitelství pro severní okruh, velitelství zpravodajské služby a vojenská kasárna.

#### Pátek 14. června
V ranních hodinách zasáhly severoizraelskou oblast kolem pohraničního města Kirjat Šmona rakety vypálené Hizballáhem z jižního Libanonu. Nikdo nebyl zraněn, došlo pouze k poškození budov a několika požárům. Izraelské letectvo a dělostřelectvo následně zasáhlo řadu cílů v jižním Libanonu, např. rampy pro odpalování raket.

#### Sobota 15. června
Izraelskou základnu pro řízení letového provozu na hoře Hermon zasáhly 2 rakety odpálené Hizballáhem. Podle Izraele nikoho nezranily a neohrozily provoz základny. Několik bezpilotních letounů naložených výbušninami dopadlo poblíž obce Goren a zažehlo požár. IOS podle svého prohlášení provedly letecký útok proti operativci Hizballáhu v jiholibanonském Ajtarounu. Palestinský islámský džihád zároveň přiznal smrt svého operativce v Libanonu. Není ale jasné, jestli se jedná o stejný útok. Izraelské letouny během noci poté útočily na sklady zbraní a infrastrukturu Hizballáhu v jižním Libanonu.

#### Úterý 18. června
Při izraelském útoku bezpilotním letounem byl v jižním Libanonu zabit Muhammad Ajúb, raketový specialista Hizballáhu. Stalo se tak poté, co zvláštní americký velvyslanec Amos Hochstein varoval izraelské představitele, že... totální válka s Hizballáhem by mohla zažehnout masivní íránský útok, který by Izrael jen těžko zmařil.
Zvláštní americký velvyslanec Amos Hochstein po diskusi o konfliktu mezi Izraelem a Hizballáhem s předsedou libanonského parlamentu Nabihem Berrim řekl, že... je v zájmu všech, abychom to vyřešili rychle a diplomaticky - to je dosažitelné a zároveň naléhavé.
Jako odezvu na zprávu zvláštního amerického vyslance Amose Hochsteina o vzrůstajícím riziku války mezi Izraelem a Hizballáhem zveřejnil Hizballáh záběry přístavu v Haifě pořízené z dronu. Tím podle Al Džazíry říká... můžeme vám ublížit. Haifa se nachází 28 km od izraelsko-libanonské hranice.

#### Středa 19. června
Podle IOS bylo zaznamenáno 15 projektilů vypálených z Libanonu na oblast Kirjat Šmona. Část těchto raket byla zachycena protivzdušnou obranou. IOS následně na útok odpověděly dělostřeleckou palbou a leteckými útoky na infrastrukturu Hizballáhu.

#### Čtvrtek 20. června
Poté, co izraelský dron zasáhl v oblasti Dajr Kífa, na jihu Libanonu vozidlo, ve kterém zahynul operativec Hizballáhu zaútočil Hizballáh salvou raket na izraelská kasárna v severním Izraeli.

#### Pátek 21. června
Generální tajemník OSN António Guterres řekl, že je hluboce znepokojen další eskalací konfliktu mezi Izraelem a Hizballáhem. Řekněme si to jasně: lidé v regionu a lidé na celém světě si nemohou dovolit, aby se Libanon stal další Gazou, prohlásil a dodal, že mírové jednotky OSN, které zde působí podle Rezoluce OSN č. 1701 pracují na uklidnění situace.

#### Sobota 22. června
Při útoku izraelského bezpilotního letounu v Libanonu byl zabit vysoce postavený člen Hamásu a al-Džamá al-Islamíja Ajman Ghatma. Ten byl podle IOS odpovědný za dodávky zbraní pro Hamás a Al-Džamá al-Islamíja.

#### Neděle 23. června
Podle informátorů deníku The Daily Telegraph používá Hizballáh libanonské letiště Bejrút-Rafic Hariri k uskladnění různých zbraní, včetně balistických raket, neřízených dělostřeleckých raket a laserem naváděných protitankových řízených střel. Na letišti je také skladován vysoce výbušný a toxický bílý prášek známý jako RDX. Libanonský ministr veřejných prací a dopravy Ali Hamieh řekl, že tato tvrzení jsou... směšná.
Hizballáh ve svém prohlášení uvedl, že zaútočil 2 bezpilotními letouny na kasárna izraelské armády Bejt Hilel v severním Izraeli. Útok byl odvetou za zabití jednoho z velitelů Džamáa al-Islamíja Ajmána Chotmeha v údobí Biká.

#### Pondělí 24. června
Prohlídka bejrútského letiště uspořádaná pro novináře a velvyslance libanonským ministrem veřejných prací a dopravy Ali Hamiehem, která měla vyvrátit informace o Hizballáhem skladovaném vojenském materiálu v prostorách letiště byla, dle saúdskoarabského portálu Al-Hadach přerušena. Stalo se tak poté, co byl novinářům zakázán přístup do prostor pro manipulaci s nákladem. Vstup byl povolen pouze velvyslancům, mezi kterými byli diplomaté z arabských zemí, Íránu, EU či Mexika.

#### Čtvrtek 27. června
Podle libanonských médií bylo nejméně 5 libanonských civilistů zraněno při izraelském leteckém útoku v libanonské Nabatíi. Poškozeny byly budovy a automobily.
Podle satelitních snímků byla libanonská vesnice Ajta al-Šáab během 5 měsíců izraelského bombardování z větší části zničena. Vesnice je považována za jednu z bašt Hizballáhu a většina obyvatel Hizballáh podporuje.

#### Pátek 28. června
Dva koně byli zabiti při dopadu rakety odpálené Hizballáhem v obci Becet v západní Galileji v Izraeli. Protivzdušná obrana IOS nedokázala vystřelenou raketu zaměřit.

#### Sobota 29. června
Během rána byly z Libanonu vypáleny dvě protitankové střely směrem na izraelskou osadu Misgav Am. Projektily nezpůsobily žádné škody a IOS následně ostřelovaly místo odpalu. Během odpoledne se jiholibanonská obec Húla stala cílem izraelského náletu. Ten mířil na budovy Hizballáhu, ve kterých se podle IOS shromáždili operativci této organizace.

### Červenec

#### Středa 3. července
Podle zdroje blízkého Hizballáhu byl při izraelském útoku v libanonském Týru zabit vysoký velitel Hizballáhu. Podle zpravodajského serveru Al-Hadath se jednalo o Abú Alího Nassera, šéf jednotky skupiny Aziz, jedné ze tří regionálních divizí Hizballáhu v jižním Libanonu. Hizballáh následně smrt svého velitele potvrdil.
Během úterý spolu telefonicky hovořili francouzský prezident Emmanuel Macron a izraelský premiér Benjamin Netanjahu. Macron... zopakoval své vážné znepokojení nad prohlubováním napětí mezi Hizballáhem a Izraelem... a zdůraznil absolutní potřebu zabránit konfliktu, který by poškodil zájmy Libanonu i Izraele.

#### Čtvrtek 4. července
Podle IOS vypustil Hizballáh 160 raket do prostoru severního Izraele. Rakety následovalo 15 dronů vypuštěných do stejného prostoru. Podle IOS byla většina těchto prostředků sestřelena protivzdušnou obranou. Podle prohlášení Hizballáhu se jedná o odvetu za zabití jednoho z velitelů Hizballáhu 3. července.

#### Sobota 6. července
V oblasti Baalbek, v údolí Bikáa, v Libanonu byl při izraelskémn leteckém útoku zabit Meitham Mustafa Altaar, velitel Hizballáhu zodpovědný za protileteckou obranu. Během dne izraelské letectvo zaútočilo na infrastrukturu Hizballáhu v oblastech Houla, Odajsseh, Jaroun, Maroun El Ras a Blida.

#### Pondělí 8. července
Při sérii izraelských leteckých útoků zahynul, podle prohlášení Hizballáhu operativec Mustafa Salmán. Od začátku války ztratil Hizballáh nejméně 362 bojovníků.

#### Čtvrtek 18. července
Podle vlastního prohlášení provedl Hizballáh 2 útoky na pozice IOS, přičemž se zaměřil na monitorovací a sledovací zařízení izraelské armády v Metule. To bylo podle tvrzení Hizballáhu zničeno.

#### Pátek 19. července
IOS oznámily, že při leteckém útoku během čtvrtečního večera zabily vysokého velitele elitních sil Hizballáhu Radwan v jižním Libanonu Aliho Džaafara Maatouka, známého také jako Habib Maatouk, operačního důstojníka v regionální jednotce Radwan Hajjar. Společně s ním zahynuli další operativci Hizballáhu.
Ve večerních hodinách zaútočilo izraelské letectvo na cíle Hizballáhu v obcích Tajr Harfá a Bída v jižním Libanonu.

#### Neděle 21. července
Jeden z projektilů vypálených z jižního Libanonu zasáhl školu v kibucu Dafna. Zasažena byla i zemědělská oblast kibucu Kfar Szold. Nikdo nebyl zraněn. Krátce na to izraelská letadla zasáhla buňku Hizballáhu v oblasti Houla v jižním Libanonu.

#### Úterý 22. července
Podle libanonských médií bylo v jiholibanonském městě Šaqrá izraelským bezpilotním prostředkem zasaženo vozidlo. Podle prohlášení IOS vozidlo převáželo několik operativců Hizballáhu.
Při raketové palbě Hizballáhu na oblast hory Dov byl těžce zraněn 1 izraelský voják. Kromě vojenského zařízení na hoře Dov byla zasažena města Kirjat Šmona a Panhandle. Několik sebevražedných dronů Hizballáhu zasáhlo oblast Mount Meron. IOS odpověděly palbou dělostřelectva a nálety bojových letounů které zasáhly raketomet Hizballáhu v Kfarhamamu, infrastrukturu v Ajta aš-Šáb a pozorovací stanoviště Hizballáhu v Chiamu. Kromě toho byl IOS proveden útok bezpilotního letounu proti operativci Hizballáhu v jiholibanonském Tallousehu.

#### Středa 23. července
Údaje shromážděné americkým projektem Armed Conflict Location and Event Data Project (ACLED) a podrobené analýze BBC došlo v období od 8. října 2023 do 5. července 2024 k 7 491 přeshraničním útokům. V Libanonu muselo své domovy opustit asi 90 000 civilistů, v Izraeli asi 60 000. Při izraelských útocích zahynulo v Libanonu 100 civilistů a 366 bojovníků Hizballáhu, při útocích Hizballáhu zahynulo v Izraeli 10 civilistů a 23 příslušníků IOS. Výzkum ACLED se dále zabývá poškozením obcí a budov na obou stranách hranice.

### Srpen

#### Čtvrtek 16. srpna
Hizballáh zveřejnil na síti X propagandistické video, ve kterém ukázal záběry ze své podzemní raketové základny Imad 4 umístěné zřejmě v Libanonu. Základna slouží ke skladování a odpalování raket proti Izraeli.

#### Neděle 25. srpna
Izraelské letectvo zaútočilo na během rána na pozice Hizballáhu v jižním Libanonu. Podle IOS se letectvu podařilo zasáhnout stovky odpališť raket Hizballáhu namířených na Izrael, včetně těch, jež měly odpalovat rakety na sídlo Mosadu u Tel Avivu. Stalo se tak před tím, než Hizballáh během rána odpálil na severní Izrael více než 320 raket spolu s několika bezpilotními letouny naloženými výbušninami. Hizballáh ve svém prohlášení tvrdil, že... se zaměřil na 11 vojenských základen v severním Izraeli. Během útoku byla v Izraeli 1 osoba zraněna.

#### Středa 28. srpna
Podle IOS byl při útoku dronem zabit v Sýrii významný představitel Palestinského islámského džihádu Firas Qasema. Qasema byl podle IOS...pověřen vytvořením operačních plánů pro teroristickou organizaci PID v Sýrii a Libanonu a hrál ústřední roli při náboru palestinských teroristů do teroristickou organizaci Hizballáh za účelem provádění teroristických operací z Libanonu proti státu Izrael. Podle PID byli s Qasemou zabiti další 2 operativci PID. Hizballáh ve svém prohlášení uvedl, že při útoku zahynul i jeden jeho příslušník.

### Září

#### Pondělí 2. září
Během izraelského útoku v jižním Libanonu byly podle libanonských bezpečnostních kruhů a libanonských médií zabity 2 osoby. Podle libanonského bezpečnostního zdroje byly osoby zabity ve vozidle, které patří úklidové společnosti poskytující služby na základě smlouvy s mírovými silami OSN v Libanonu (UNIFIL).

#### Středa 4. září
Podle IOS izraelské stíhačky zničily raketomet Hizballáhu v jiholibanonském Zibqinu. Zasaženy byly také budovy Hizballáhu v Chiamu a Ajta aš-Šáb.
Během dne bylo z Libanonu vypáleno 65 raket na severní Izrael. Podle IOS byla část zachycena protileteckou obranou, část zasáhla otevřená prostranství. Jedna raketa zasáhla dům v Krjat Šmona. Nikdo nebyl zraněn. Později byly z Libanonu odpáleny další rakety, které zasáhly komunitu Štula a Zar'it v západní Galileji. Dalších 30 raket a protitanková řízená střela byly na Izrael vypáleny v podvečer. K raketovým útokům se přihlásil Hizballáh. Izraelské letectvo následně zaútočilo na cíle Hizballáhu v Libanonu.

#### Sobota 7. září
Podle libanonského ministerstva zdravotnictví byli při izraelském leteckém útoku ve městě Faroun na jihu Libanonu při likvidaci požáru zabiti 2 libanonští záchranáři a 2 byli zraněni, z toho 1 těžce. Izraelské letectvo při svém náletu dále zničilo odpalovací rampy Hizballáhu v oblasti Einta. Podle libanonských vojenských zdrojů spadly v sobotu ve vesnici Ain Ebel v jižním Libanonu 2 sebevražedné drony Hizballáhu vypuštěné proti Izraeli.

#### Neděle 8. září
Podle IOS bylo z Libanonu nad ránem vypáleno na severní Izraele více než 50 raket. Cílem byly obec Panhandle a město Kirjat Šmona. Podle IOS většina raket byla zachycena protileteckou obranou, některé další při dopadu způsobily hmotné škody, nikdo ale nebyl zraněn. K útoku se přihlásil Hizballáh s tím, že se jednalo o odvetu za sobotní izraelský útok.

#### Úterý 10. září
IOS podle vlastního tvrzení zabily při útoku bezpilotního letounu jednoho z velitelů jednotky Radwan, součásti Hizballáhu, Muhammada Qassema al-Šaera. K útoku došlo asi 40 km od izraelsko-libanonské hranice, v údolí Biká. Hizballáh smrt svého velitele přiznal, aniž uvedl podrobnosti. Počet zabitých příslušníků Hizballáhu stoupl na 434.

#### Středa 11. září
Během noci provedlo izraelské letectvo, podle prohlášení IOS, řadu útoků na cíle Hizballáhu, při kterých bylo zasaženo 30 odpalovacích míst pro rakety a další infrastruktura Hizballáhu. Podle libanonských médií bylo zasaženo několik oblastí, kde došlo k rozsáhlým škodám na majetku, úrodě a budovách.

#### Čtvrtek 12. září
Podle prohlášení IOS zaútočily izraelské letouny na pozice Hizballáhu v oblasti Marun al-Raš v jižním Libanonu. V oblasti Majdal Zun v Libanonu byl izraelským letectvem zaměřen raketomet patřící Hizballáhu.

#### Sobota 14. září
Hizballáh podle vlastního vyjádření vypálil desítky raket typu Kaťuša na velitelství izraelské vojenské brigády v Jiftach Eliklitu, severozápadně od Tiberiadského jezera. Kromě toho podnikl další útoky pomocí raket a bezpilotních letounů na izraelská vojenská zařízení na severu Izraele. Izraelské letectvo následně odpovědělo útokem na skladiště zbraní Hizballáhu v oblastech Bikáa a Baalbek.

#### Neděle 15. září
Zástupce vůdce Hizballáhu, Najma Qassema ve svém prohlášení varoval Izrael, že případná válka mezi Izraelem a Hizballáhem bude mít za následek velké ztráty na obou stranách. Pokud však Izrael rozpoutá válku, budeme tomu čelit – a na obou stranách dojde k velkým ztrátám, řekl Qassema. Stalo se tak poté, co B, Netanjahu prohlásil, že Izrael... je na pokraji zahájení široké a silné operace na severní hranici země s Libanonem. 

#### Pondělí 16. září
Podle izraelského tvrzení se izraelské bezpečnostní službě Šin bet podařilo zmařit plánovaný útok Hizballáhu na bývalého vysokého izraelského bezpečnostního činitele. Útok měl být proveden protipěchotní minou spojenou s kamerou a dálkově ovládaným detonátorem a umístěnou na nespecifikovaném místě.

#### Úterý 17. září
Podle libanonského ministra zdravotnictví 9 lidí zemřelo a až 2 800 jich bylo zraněno v Libanonu poté, co explodovaly jejich pagery. Mezi mrtvými a zraněnými jsou jak příslušníci hnutí Hizballáh, tak civilisté. Při výbuchu pageru byl zraněn i íránský velvyslanec v Libanonu. Dalších 7 mrtvých si exploze pagerů vyžádala v Sýrii. Hizballáh ve svém prohlášení učinil Izrael plně zodpovědným za zločinnou agresi, která byla také namířena proti civilistům a slíbil odvetu. Podle prohlášení Hizballáhu jsou mezi zabitými 2 příslušníci tohoto hnutí a dcera dalšího příslušníka, stovky zraněných jsou i mezi příslušníky Hizballáhu. Izrael celý incident odmítl komentovat.
Při izraelském leteckém útoku v jiholibanonské obci Blida byli, podle libanonských médií zabiti 3 lidé. Podle prohlášení IOS se jednalo o 3 operativce Hizballáhu. Hizballáh se k útoku nevyjádřil.

#### Středa 18. září
Podle zjištění agentury Reuters stojí za výbuchy asi 5 000 pagerů izraelská zpravodajská služba Mosad. Ten do pagerů umístil trhavinu, která byla aktivována šifrovanou zprávou. Pagery, na následky jejích výbuchů v Libanonu zemřelo již 12 osob, včetně 2 dětí a zranily téměř 3 000 osob, většinou příslušníků Hizballáhu, byly do Libanonu dovezeny začátkem roku 2024 a nesou značku tchajwanské společnosti. Ta se ale brání, že dané pagery byly vyrobeny licenčně v Maďarsku. K používání pagerů se Hizballáh rozhodl poté, co díky sledování mobilních telefonů Izrael zabil řadu příslušníků Hizballáhu, včetně vyšších velitelů. Izrael na žádost Reuters o komentář nereagoval. Podle nejmenovaného představitele Hizballáhu se jednalo o...největším narušením bezpečnosti této skupiny od 7. října 2023.
Po úterním hromadném výbuchu pagerů byli příslušníci Hizballáhu zasaženi další vlnou explozí komunikačních zařízení. Po celém Libanonu došlo k hromadnému výbuchu vysílaček, kterými bylo operativci Hizballáhu vybaveni. Podle oznámení Hizballáhu dosud výbuchy vysílaček zabily 14 a zranily 450 jejich příslušníků.

#### Čtvrtek 19. září
Podle prohlášení Hizballáhu během středečních výbuchů vysílaček, kterými byli vybaveni příslušníci tohoto hnutí v Libanonu zahynulo 20 jejich operativců. Libanonské ministerstvo zdravotnictví potvrdilo celkem 25 mrtvých a uvedlo i 450 zraněných. Úterní výbuchy pagerů si vyžádaly celkem 12 mrtvých, včetně 2 dětí a až 2 800 zraněných.
Podle New York Times byla maďarská společnost BAC Consulting vyrábějící v licenci tchajwanské společnosti Gold Apollo komunikační zařízení dodané Hizballáhu společností založenou izraelskými zpravodajskými službami. Společnost komunikační zařízení běžně prodávala, výbušniny PETN byly ale vloženy pouze do zařízení pro Hizballáh.
Ve svém projevu vůdce Hizballáhu Hasan Nasralláh řekl, že Izrael svým útokem na komunikační zařízení... překročil všechny červené čáry a prohlásil to za... vyhlášení války. Zároveň připustil, že Hizballáh obdržel... bezprecedentní ránu. Hasralláh z výbuchů komunikačních zařízení obvinil přímo Izrael, ačkoliv ten se k útoku nepřiznal a nijak ho nekomentoval.
IOS podle svého prohlášení provedly ve večerních hodinách řadu útoků na cíle Hizballáhu v jižním Libanonu. Podle IOS byly zasaženy stovky raketometů připravených k útoku na Izrael. Podle libanonské tiskové agentury NNA během 2 hodin izraelská letadla provedla 52 náletů. Nejsou žádné zprávy o obětech.
Při 2 incidentech byli na izraelsko-libanonské hranici zabiti 2 izraelští vojáci. Oba zahynuli na následky zranění způsobená ostřelováním ze strany Hizballáhu. Počet zabitých příslušníků IOS při konfliktu s Hizballáhem stoupl na 20.

#### Pátek 20. září
Podle IOS byl při leteckém úderu v libanonském Bejrútu zabit velitel jednotky Radwan, elitního komanda Hizballáhu a členem nejvyššího vojenského orgánu Hizballáhu, Rady džihádu Ibrahím Akíl. Spolu s ním v podzemním tunelu zahynulo 10 velitelů Hizballáhu a jednotky Radwan. Tunel se podle mluvčího IOS nacházel pod obytnou budovou, jejíž obyvatele příslušníci Hizballáhu využívali jako živé štíty. Spojené státy, které na Akílovu hlavu vypsaly odměnu 7 milionů dolarů ho vinily ze zorganizování pumového útoku, při kterém v roce 1983 v Libanonu zahynulo více než 300 osob na americkém velvyslanectví a v kasárnách americké námořní pěchoty.

#### Sobota 21. září
Podle libanonského ministerstva zdravotnictví zahynulo při izraelském leteckém útoku na předměstí Bejrútu minimálně 31 osob, včetně tří dětí a sedmi žen. Zraněno bylo 68 osob.
Hizballáh ve svém prohlášení přiznal, že při izraelském leteckém útoku na předměstí Bejrútu zahynulo společně s velitele jednotky Radwan Ibrahímem Akílem dalších 15 velitelů Hizballáhu. Hizballáh dosud jmenoval 500 svých příslušníků zabitých od začátku války s Izraelem.

#### Neděle 22. září
V ranních hodinách zahájil Hizballáh raketovou palbu na izraelské území. Podle IOS se jednalo o 24 raket vypálených ve 3 salvách a směřujících na Jizre'elské údolí. Všechny rakety byly zničeny protivzdušnou obranou. Padající trosky raket lehce zranily 1 člověka a způsobily menší škody. Podle IOS se jednalo o nejvzdálenější místo kam směřovala raketová palba Hizballáhu od zahájení války.
Během rána odpálil Hizballáh 85 raket směrem na severní Izrael. Podle IOS byla část raket zničena protivzdušnou obranou a další část zasáhla předměstí Kirjat Bialik, 1 osoba zahynula při dopravní nehodě v okamžiku vyhlášení poplachu, 3 osoby byly zraněny. Výbuchy raket způsobily škody na obytných budovách. Sirény poplachového systému se rozezněly i v oblasti Galilejského jezera. Podle Hizballáhu byl cílem raket objekt firmy Rafael.
Vysoký představitel Hizballáhu Najím Kássim na pohřbu Ibrahíma Akíla řekl, že... v bitvě proti Izraeli vstoupil Hizballáh do nové fáze... jmenovitě do otevřeného zúčtování s Izraelem.

#### Pondělí 23. září
Podle IOS zaútočila izraelská letadla na více než 800 cílů Hizballáhu v jižním Libanonu a v oblasti Bikáa. Podle libanonské agentury NNA... izraelský nepřítel zahájil útok na město Hermel. Podle mluvčího IOS D. Hagariho... Hizballáh skladuje své strategické zbraně v civilních budovách a používá obyvatelstvo jako lidské štíty. Ze zasažených oblastí prchají stovky obyvatel. Během dne IOS podle vlastního vyjádření provedly další nálety, čímž počet zasažených cílů stoupl na 1 800.
Více než 200 raket odpálil Hizballáh během dne na Izrael. Útok směřoval na Haifu a na jih, až k některým osadách na Západním břehu Jordánu poblíž Tel Avivu. Rakety způsobily škody, nejsou ale hlášeny žádné oběti.
Podle libanonského ministra zdravotnictví zahynulo při izraelských náletech během dne 492 osob, včetně dětí a žen. Zraněno bylo 1 645 osob.

#### Úterý 24. září
Podle libanonských zdrojů byl během izraelského leteckého útoku na obytnou budovu na předměstí Bejrútu zabit Ibrahím Qubajši, šéf raketové jednotky Hizballáhu. Podle libanonských zdravotníků bylo při útoku zabito nejméně 6 osob a 15 jich bylo zraněno. Hizballáh mezi tím pokračoval v raketovém ostřelování severního Izraele. Při raketových útocích Hizballáhu bylo v Izraeli zraněno několik osob, včetně 1 záložníka IOS. Zasaženy byly Prst Galileje, Afula, Nazaret a Kirjat Šmona. IOS odpovědělo leteckými útoky na infrastrukturu Hizballáhu v údolí Bikáa a na jihu Libanonu.

#### Středa 25. září
Hizballáh se přihlásil k raketovému útoku na vojenskou základnu poblíž Ilaniji v Dolní Galileji, Hacor na severu Izraele, poblíž Safedu, velitelství IOS v Safedu, kibuc Sa'ar poblíž Naharije a Kirjat Mockin u Haify. Přihlásil se také k útoku balistickou raketou Qadr-1 na Tel Aviv. Cílem bylo sídlo Mosadu. Raketu se izraelské protivzdušné obraně podařilo sestřelit prostřednictvím systému Davidův prak. Hizballáh oznámil smrt dalších 2 svých bojovníků, čímž se počet padlých příslušníků Hizballáhu zvýšil na 510. Podle IOS je obětí na straně Hizballáhu víc.
Izraelské letectvo podle prohlášení IOS zasáhlo během dne 280 cílů po celém Libanonu. Mezi cíli jsou základny Hizballáhu, sklady zbraní a raketomety. Podle náčelníka generálního štábu IOS generálporučíka Herci Haleviho se Izrael připravuje na pozemní ofenzivu do Libanonu. Můžete slyšet letadla nad vámi, útočíme celý den... aby se oblast připravila na možnost vašeho vstupu do Libanonu, řekl Halevi izraelským vojákům při návštěvě severu Izraele.
Podle libanonských představitelů si izraelské útoky během dne vyžádaly 23 mrtvých a desítky zraněných. Od pondělí 23. září, kdy boje mezi Izraelem a Hizballáhem eskalovaly zahynulo podle libanonského ministerstva zdravotnictví 569 osob, včetně 50 dětí. Zraněno bylo 1 835 osob.
Podle vlastního prohlášení povolaly IOS na sever Izraele 2 záložní brigády. Ty budou mít za úkol provádět... operační aktivity.

#### Čtvrtek 26. září
IOS podle vlastního prohlášení během noci zasáhly asi 75 cílů Hizballáhu v jižním Libanonu a údolí Biká. Cíli podle IOS byli militanti, infrastruktura Hizballáhu, odpalovací rampy a skladiště zbraní.
USA zveřejnily návrh vypracovaný společně s Francií na 21 dní trvající příměří mezi Hizballáhem a Izraelem, během kterého by se otevřel prostor pro diplomatická jednání. S plánem vyjádřily souhlas Austrálie, Kanada, Evropská unie, Německo, Itálie, Japonsko, Saúdská Arábie, Spojené arabské emiráty a Katar.

#### Pátek 27. září
Podle libanonských médií byla během dne při izraelském bombardování v jižním Libanonu zabita devítičlenná rodina. Hizballáh následně podnikl raketový útok na izraelský Tiberias. Izrael podle Al Arabiya odmítl příměří navrhované USA a dalšími státy.
Během série izraelských leteckých útoků na jižní předměstí Bejrútu bylo podle libanonského ministerstva zdravotnictví zabito 6 osob a 91 jich bylo zraněno. Podle zdrojů Al-Arabiye byl cílem útoků vůdce Hizballáhu Hassan Nasralláh. Jako odvetu za tento útok odpálil Hizballáh salvu raket na severoizraelské město Safed. Podle izraelské policie... nebyla hlášena žádná zranění, ale došlo k významným škodám na majetku.

#### Sobota 28. září
Podle prohlášení IOS byl při izraelském leteckém útoku 27. září v jižním Bejrútu zabit vůdce Hizballáhu Hassan Nasralláh. Útok na Nasralláha schválil izraelský premiér B. Netanjahu. Podle íránských médií byl při útoku zabit i generál íránských Islámských revolučních gard.
V ranních hodinách byly z Libanonu vypáleny směrem na severní Izrael 2 rakety, z nichž, podle IOS jedna dopadla na otevřené prostranství a druhá byla zneškodněna za letu. K útoku se přihlásil Hizballáh. Izraelské letectvo následně provedlo útoky na desítky cílů v oblasti Biká a dalších oblastech jižního Libanonu. Podle IOS byly útoky vedeny na objekty patřící Hizballáhu.

#### Neděle 29. září
Podle tvrzení IOS byl v sobotu při leteckém útoku zabit Nabil Kaouk, zástupce šéfa Ústřední rady Hizballáhu a bývalý vojenský velitel Hizballáhu v jižním Libanonu během války s Izraelem v roce 2006.

#### Pondělí 30. září
Při izraelském leteckém útoku byli v ranních hodinách v Bejrútu zabiti 3 příslušníci Lidové fronty pro osvobození Palestiny (LFOP). Podle prohlášení organizace se jednalo o šéfa vojenské bezpečnosti LFOP Mohammada Abdela-Aala, vojenského velitele Imada Odeha a bojovníka Abdela Rahmana Abdela-Aala.
Během izraelského náletu na palestinský uprchlický tábor v Týru zabit Fateh Šerif abú el-Amí, podle IOS velitel Hamásu v Libanonu zodpovědný za kontakty s Hizballáhem, nábor nových členů pro Hamás a získávání zbraní pro Hamás. Podle UNRWA je bývalým zaměstnancem této humanitární organizace OSN suspendovaným v březnu 2024 pro svou činnost v Hamásu. Zabit byl společně se svou rodinou.
Podle prohlášení libanonské armády byl při útoku izraelským bezpilotním letounem na její stanoviště al-Omra-al-Wazzani zabit libanonský voják. Stalo se tak poté, co bezpilotní letoun útočil na muže na motocyklu projíždějícího kontrolním stanovištěm.
Podle zpráv amerických zpravodajských portálů ABC News a The New York Times Izrael již provádí pozemní operace na území Libanonu prostřednictvím malých skupin příslušníků elitních jednotek. Cílem je získat co nejvíce zpravodajských informací. Podle zpráv by se tyto skupiny mohly zaměřit i na cílené útoky proti pozicím Hizballáhu v blízkosti izraelských hranic. Jejich cílem je donutit Hizballáh ke stažení se od izraelsko-libanonské hranice.

### Říjen

#### Úterý 1. října
Během nočních hodin zahájily IOS podle svého prohlášení omezenou pozemní operaci v Libanonu. Operace započala v pondělí 30. září dělostřeleckou palbou a leteckými útoky na pozice Hizballáhu. Během dalších hodin IOS potvrdily spekulace o překročení izraelsko-libanonské hranice pozemními jednotkami. Ty jsou podporovány letectvem a dělostřelectvem. Izraelské letectvo útočí na cíle jak v pohraničních obcích, tak v Bejrútu. Letecké útoky jsou hlášeny i ze syrského Damašku, kde při náletu zahynula moderátorka syrské státní televize Safaa Ahmedová. Podle Al-Arabiya English se libanonské jednotky stáhly z izraelsko-libanonské hranice.
Odvrátit izraelskou invazi se pokoušel libanonský premiér Nadžíb Míkátí, když prohlásil, že Libanon je připraven splnit rezoluci Rady bezpečnosti OSN z roku 2006, podle které se jednotky Hizballáhu mají stáhnout za řeku Lítání.
Podle vysokého izraelského představitele Izrael neplánuje...žádnou dlouhodobou okupaci jižního Libanonu. Není však jasné, jaký bude rozsah operace. Spojené státy izraelskou pozemní operaci podpořily s tím, že Izrael má právo na sebeobranu.
Izraelský letecký úder na palestinský uprchlický tábor Ain al-Hilweh, ležící poblíž Sidonu byl podle IOS veden na Mounira Maqdaha, nejvyššího velitele libanonské odnože Brigád mučedníků Al-Aksá, vojenského křídla Fatahu. Jeho osud je neznámý.
Podle IOS byly na sever Izraele z Libanonu vypáleny dvě salvy raket. První krátce před půlnocí 30. září mířila na izraelskou obec Štula, druhá krátce na to mířila na Misgav Am. Rakety buď dopadly na otevřené prostranství, nebo byly zničeny protileteckou palbou. K útoku se přihlásil Hizballáh.
Hizballáh ve svém prohlášení uvedl, že... se zaměřil na pohyb izraelských jednotek na libanonsko-izraelské hranici a úspěšně na ně zaútočil.
Podle IOS byl při leteckém útoku v Bejrútu zabit Muhammad Ja'far Kasir, velitel jednotky 4400, která je součástí Hizballáhu a zabývá se přepravou zbraní z Íránu do Libanonu.
V 18 hodin SELČ zahájil Írán raketový útok na Izrael. Podle íránského vedení se jednalo o odvetu za zabití vůdce Hamásu Ismaíla Haníji, vůdce Hizballáhu Hasana Nasralláha a velitele IRG Abbáse Nilforúšana. Írán následně varoval Izrael před odvetným úderem. Svůj raketový útok prohlásil Írán za... legitimní a racionální. Izrael vyzval obyvatele k odchodu do krytů. Útok trval asi hodinu. Vypáleno bylo 180 až 200 balistických raket. Podle Íránu většina raket zasáhla cíl, podle Izraele většina raket byla zničena ve vzduchu, některé z nich byly zničeny nad Jordánskem a Sýrií. Na sestřelování raket se podílely i americká a jordánská armáda. Podle izraelských úřadů rakety způsobily materiální škody. Zasaženy byly obytné budovy ve městech Hod ha-Šaron či Chadera, hlavní silnice poblíž sídla Mosadu v Tel Avivu, škola ve středním Izraeli a letecká základna IOS Nevatim v Negevské poušti. Při útoku byly v Izraeli lehce zraněny 2 osoby, v Jerichu, na Západním břehu Jordánu byl padajícím šrapnelem zabit 1 Palestinec. Izrael následně pohrozil odvetou. 

#### Středa 2. října
Podle prohlášení IOS zahynulo v bojích v Libanonu 7 příslušníků IOS. Příslušníci komanda Egoz byli zabiti během přestřelky s operativci Hizballáhu ve vesnici na jihu Libanonu.
Libanonský prozatímní premiér Nadžíb Mikátí vyzval k zavedení okamžitého příměří v bojích mezi Hizballáhem a Izraelem. Přestaňte bojovat. Nepotřebujeme více krve. Nepotřebujeme další destrukci, řekl Mikátí.
Podle náčelníka generálního štábu IOS generálporučíka Herci Haleviho Izrael na íránský raketový útok odpoví. Odpovíme, víme, jak lokalizovat důležité cíle, víme, jak udeřit přesně a silně, dodal Halevi.
K uvalení sankcí na Írán za raketový útok na Izrael vyzvala americká velvyslankyně při OSN Linda Thomas-Greenfieldová. Toto je okamžik, kdy by tato Rada měla promluvit – jedním hlasem – a odsoudit Írán za jeho nevyprovokovaný útok proti jinému členskému státu, řekla mimo jiné Thomas-Greenfieldová.
Hizballáh ve svém prohlášení uvedl, že pomocí raket zničil 3 izraelské tanky Merkava. Stalo se tak u libanonské obce Maroun al-Ras, kde došlo ke střetu mezi izraelskými vojáky a operativci Hizballáhu.

#### Čtvrtek 3. října
Hizballáh podle vlastního prohlášení odpálil 2 nálože proti izraelské pěchotě postupující na Maroun al-Ras poblíž izraelsko-libanonské hranice.
Podle IOS bylo při leteckém útoku v obci Bint Jbeil v jižním Libanonu zabito 15 operativců Hizballáhu.
IOS ve svém prohlášení uvedly, že při leteckém útoku byl zabit velitel Hizballáhu zodpovědný za zabití 12 dětí při raketovém útoku na Izrael na začátku roku. IOS také oznámily, že během bojů padl další příslušník izraelské armády. Počet padlých příslušníků IOS se od začátku pozemní ofenzivy zvýšil na 9.
Izrael ve svém prohlášení obvinil Hizballáh z pašování zbraní ze Sýrie přes hraniční přechod Masnaa.

#### Pátek 4. října
Podle IOS byly 2 izraelští vojáci zabiti a 24 zraněno při útoku bezpilotního letounu. Letoun, který zasáhl vojenskou základnu na severu Golanských výšin byl vypuštěn z Iráku. Druhý letoun sestřelila protiletecká obrana.
IOS podle svého prohlášení uvedla, že zasáhla cíle Hizballáhu poblíž přechodu Masnaa na libanonsko-syrské hranici. Podle tvrzení Izraele pašoval Hizballáh přes tento přechod zbraně do Libanonu. Zničena byla silniční komunikace. Podle humanitárních pracovníků byla zničením komunikace ztížena přeprava humanitární pomoci do Libanonu.
Podle zpravodajského webu Axios a The New York Times byl půlnoční izraelský letecký útok na Bejrút zaměřen na bunkr, ve kterém se nacházelo zpravodajské velitelství Hizballáhu. Podle těchto informací měl být cílem Hášim Safí ad-Dín, údajný nástupce šéfa Hizballáhu Hasana Nasralláha. O Safí ad-Dínově osudu není nic známo, Hizballáh se nevyjádřil.
Podle libanonského ministerstva zdravotnictví zahynulo při izraelském bombardování za poslední tři týdny 1 400 osob, zraněno bylo téměř 7 500 osob. Své domovy opustil více než milion osob.

#### Sobota 5. října
Podle prohlášení IOS bylo od začátku pozemních operací zabito 440 operativců Hizballáhu.
Podle vlastního prohlášení odpálil Hizballáh raketové salvy na severní Izrael, přičemž se soustředil na společnosti s vojenskou výrobou poblíž Akko.
Šéf Úřadu vysokého komisaře OSN pro uprchlíky (UNHCR) Filippo Grandi nazval, při své návštěvě Libanonu situaci stovek tisíc Libanonců postižených izraelským bombardováním a potřebujících mezinárodní podporu jako zoufalou. Podle svých slov navštívil Libanon jako... výraz solidarity s postiženými, abych podpořil humanitární úsilí a požádal o další mezinárodní pomoc.
Podle IOS byly při dronovém útoku zabiti 2 velitelé Hamásu. Saíd Atalláh, který organizoval a řídil útoky proti Izraeli a získával v Libanonu nové členy pro hnutí Hamás zemřel v uprchlickém táboře nedaleko přístavního města Tripolis na severu Libanonu společně se svou ženou a dvěma malými dcerami. Při druhém útoku poblíž obce Saadnájil východně od Bejrútu byl zabit Muhammad Husajn Lauís, který byl představitelem výkonné moci Hamásu v Libanonu, zajišťoval dodávky zbraní a řídil útoky na Západním břehu Jordánu. Hamás smrt obou potvrdil. Podle agentury Reuters izraelské bombardování komplikuje snahy záchranářů o nalezení Hášima Safíjuddína považovaného za možného nástupce zabitého vůdce Hizballáhu Hasana Nasralláha. Safíjuddín je od úderu na podzemní bunkr v Bejrútu nedostupný.

#### Neděle 6. října
Jeden z největších izraelských náletů na 2 jižní předměstí Bejrútu si podle libanonského ministerstva zdravotnictví vyžádal 23 mrtvých. Izraelské bombardování následovalo po raketovém ostřelování Izraele z Libanonu.
Podle IOS bylo od začátku pozemní ofenzivy v Libanonu zabito 440 příslušníků Hizballáhu.
Podle vlastního prohlášení zaútočil Hizballáh prostřednictvím sebevražedných dronů na izraelskou vojenskou základnu poblíž Haify na severu země.
Podle IOS byl jeden izraelský voják zabit a druhý vážně zraněn při minometném útoku na libanonské hranici.

#### Pondělí 7. října
Podle IOS provedlo izraelské letectvo nálety na více než 120 cílů Hizballáhu v jižním Libanonu. Asi 100 izraelských letadel napadlo objekty patřící jednotce Radwan. Ta je součást Hizballáhu. Podle libanonské agentury NNA izraelská letadla útočí na více než 30 měst a vesnic v okrese Tyros u Středozemního moře.
Podle IOS izraelská letadla provedla během dne nálet na jižní část Bejrútu. Podle svědků bylo zasaženo místo poblíž bejrútského letiště.
Podle IOS bylo během dne vypáleno z Libanonu na sever Izraele více než 130 raket. Sirény se rozezněly v Akkonu, Nahariji a na předměstí Haify.
Po schůzce velitele libanonské armády, generála Josepha Aúna u předsedy libanonského parlamentu Nabíha Berrího bylo znovu potvrzeno oficiální libanonské stanovisko, že se libanonská armáda nezapojí do bojů probíhajících mezi Hizballáhem a Izraelem. Libanonské jednotky se sice stáhly 30 km od libanonsko-izraelské hranice a do bojů se nezapojují, ale v některých případech opětují palbu, pokud je vedena na jejich stanoviště. 
Podle libanonské ministerstva zdravotnictví zahynulo 10 libanonských hasičů při izraelském leteckém útoku na hasičskou stanici v jiholibanonském Barašítu.

#### Úterý 8. října
Podle tvrzení Hizballáhu byla na izraelskou Haifu vypálena velká salva raket. Podle IOS bylo identifikováno 85 projektilů mířících na severní Izrael.
Podle náměstka generálního tajemníka Hizballáhu Najíma Kássima... Hizballáh podporuje úsilí zaměřené na dosažení příměří v Libanonu. Kássim ve svém projevu k 1. výročí zahájení války poprvé nezmínil ukončená války v Pásmu Gazy jako podmínky k uzavření příměří mezi Izraelem a Hizballáhem.
Podle IOS zahájily izraelské jednotky pozemní operaci v jihozápadní části Libanonu. Podle varování pro návštěvníky libanonských pláží vydaného IOS se do bojů proti Hizballáhu v blízké době zapojí i izraelské námořnictvo. Podle IOS byl při leteckém útoku na jižní část Bejrútu zabitý vysoký představitel Hizballáhu zodpovědný za rozpočet a logistiku organizace. Podle Al Arabiye by se mohlo jednat o Hussajna Hussajního.
Podle Hizballáhu jeho bojovníci zastavili postup izraelských jednotek, které vstoupily do Libanonu poblíž stanoviště mírových sil OSN (UNIFIL) v Labboune. Hizballáh už před tím nařídil svým bojovníkům, aby neútočily na izraelské vojáky nacházejícími se za pozicí mírových sil OSN poblíž pohraniční vesnice Maroun al-Ras. Tiskový mluvčí IOS sdělil, že velení IOS je v kontaktu s mírovými silami OSN, aby se zajistilo, že nebudou v palebné línii mezi izraelskými vojáky a operativci Hizballáhu. Podle UNIFIL izraelské operace probíhají v blízkosti pozic mírových sil a jsou extrémně nebezpečné. Přesto OSN odmítla žádost Izraele o stažení jednotek UNIFIL.
Podle B. Netanjahua IOS zabily potenciálního nástupce zesnulého vůdce Hizballáhu Hassana Nasralláha. Tím měl být Hášim Safí ad-Dín. Zároveň ve svém projevu vyzval Libanonce, aby... si vzali zpět svou zemi.

#### Středa 9. října
Podle izraelské televizní stanice Channel 12 zahájily Spojené státy a některé arabské země tajné rozhovory s Íránem. Výsledkem má být ukončení bojů na všech frontách. Podle Channel 12 Izrael do vyjednávání není zapojen.
Při raketové palbě Hizballáhu byly podle izraelských záchranářů v Kirjat Šmona na severu Izraele zabiti dva lidé.
Podle nejmenovaného libanonského vládního zdroje sdělil Hizballáh libanonské vládě, že je připraven přistoupit na příměří. Stalo se tak ve stejný den, kdy byl při izraelském leteckém útoku zabit Hasan Nasralláh. B. Netanjahu naproti tomu ve svém projevu řekl, že Izrael v boji proti Hizballáhu nepoleví, dokud nezabezpečí svou severní hranici.

#### Čtvrtek 10. října
Počet izraelských vojáků zabitých v Libanonu od zahájení pozemní ofenzivy proti Hizballáhu stoupl na 12.
Hizballáh ve svém prohlášení sdělil, že poblíž libanonské vesnice Ras al-Naqura zničil izraelský tank.
Ministerstvo zahraničí USA popřelo, že by Spojené státy, společně s arabskými zeměmi vedly tajná jednání s Íránem o ukončení všech bojů a ani o žádné podobné iniciativě neví. Zprávu o tajných rozhovorech přinesla izraelská televizní stanice Channel 12. Stalo se tak poté, co B. Netanjahu telefonoval s americkým prezidentem J. Bidenem a íránský ministr zahraničí se sešel se saúdskoarabskými představiteli. Saúdská Arábie je přitom klíčovým americkým spojencem.
Podle Mírové mise OSN na jihu Libanonu (UNIFIL) se jejich hlavní velitelství dostalo pod přímou palbu izraelského tanku, následkem čehož byli 2 příslušníci UNIFIL zraněni. Podle prohlášení mise se pod izraelskou palbou ocitly i 2 další stanoviště UNIFIL. Každý úmyslný útok na členy mírové mise je vážným porušením mezinárodního humanitárního práva, uvádí se v prohlášení UNIFIL. Izrael reagoval výzvou, aby se příslušníci mise stáhli z bojové zóny.
Podle libanonského ministerstva zdravotnictví bylo při izraelském leteckém útoku v centrální části Bejrútu zabito 22 osob. Podle libanonského bezpečnostního zdroje vysoký velitel Hizballáhu Wafik Safa, na kterého byl útok veden, přežil.

#### Pátek 11. října
Podle prohlášení Mírových sil OSN v Libanonu (UNIFIL) byly 2 vojáci tohoto kontingentu zraněni, když poblíž jejich strážních věží došlo k explozím. Podle prohlášení UNIFIL se jedná o vážný vývoj a bezpečnost personálu a majetku OSN musí být zaručena. Podle vyjádření Izraele IOS na palbu předem upozorňovaly a vyzvaly příslušníky UNIFIL, aby se zdržovali v chráněných prostorách.
Podle izraelské záchranné služby poté, co kibuc Jaraon v severním Izraeli zasáhla protitanková raketa Hizballáhu, zahynul zahynul thajský pracovník. Několik dalších osob bylo zraněno. 
Izraelský úder poblíž kontrolního stanoviště libanonské armády ve vesnici Kafrá v provincii Bint Džubajl zabil 2 libanonské vojáky a další 3 zranil.
Hizballáh podle vlastního prohlášení provedl dronový útok proti základně IOS v Haifě na severu Izraele.
Obyvatelé obcí s křesťanským obyvatelstvem na jihu Libanonu odmítli izraelskou výzvu k opuštění svých domovů. Jih Libanonu prohlásil Izrael za bojovou zónu. Obce jsou v současnosti díky bojům odříznuty od zbytku Libanonu a dodávky humanitární pomoci se k nim dostávají jen díky silám UNIFIL a libanonské armádě.
Podle aktualizace agentury OSN OCHA čerpající z údajů libanonského ministerstva veřejného zdraví zahynulo v Libanonu od zahájení války 8. října 2023 2 083 osob a zraněno jich bylo 9 869. Vysídleno bylo 608 509 osob.

#### Sobota 12. října
Podle IOS bylo na na severní Izrael z Libanonu vypáleno asi 35 raket, z nichž některé byly zničeny protivzdušnou obranou. K vyhlášení poplachu došlo v Akku a okolních komunitách.
Podle prohlášení UNIFIL byl střelbou zasažen další příslušník mírových sborů OSN. Jedná se již o pátého zraněného. Podle UNFIL je zdroj střelby neznámý.
USA vyzvaly Izrael, aby přestal střílet na příslušníky Mírový sil OSN v Libanonu UNIFIL. K ukončení palby na mírové jednotky vyzvaly i lídři Francie, Itálie a Španělska. Podle libanonského premiéra Mikátího je izraelská střelba... zločinem, který je namířen proti mezinárodnímu společenství. IOS přiznaly palbu na základnu mírových sil s tím, že v okolí základny... identifikovaly hrozbu.

#### Neděle 13. října
Podle oznámení IOS útok bezpilotního letounu Hizballáhu na vojenskou základnu v centrálním Izraeli zabil 4 izraelské vojáky a 7 jich vážně zranil. Podle Hizballáhu se jednalo o odvetu za izraelský útok na Bejrút, který zabil 22 osob. Podle izraelské záchranné služby bylo zraněno 61 osob.
K přesunu pozornosti od vojenské ofenzivy k diplomatickému řešení vyzvaly Izrael Spojené státy ve svém prohlášení. Francouzský prezident Macron po své výzvě ke zbrojnímu embargu Izraele vyzval Hizballáh, aby ukončil palbu na Izrael.
Podle prohlášení UNIFIL prorazily 2 izraelské tanky bránu základny UNIFIL v jižním Libanonu a vnikly dovnitř. Po jejich odjezdu byl prostor základny zasažen kouřovými granáty. Celkem 15 příslušníků UNIFIL následně muselo vyhledat ošetření. Podle IOS byla z blízkosti základny mírových jednotek vedena protitanková palba Hizballáhu, která zranila 25 izraelských vojáků. Izraelské tanky podle IOS následně při couvání prorazily bránu, když pomáhaly evakuovat pod palbou zraněné vojáky. Izraelský premiér Benjamin Netanjahu ve svém prohlášení obvinil Hizballáh, že mírové jednotky používá jako lidské štíty.
40 zemí, které se podílejí na mírových silách OSN odsoudilo ve svém prohlášení útoky na mírové jednotky v Libanonu. Takové akce musí okamžitě přestat a měly by být adekvátně vyšetřeny, uvádí se, mimo jiné v prohlášení.

#### Pondělí 14. října
Podle libanonského ministerstva zdravotnictví zahynulo při izraelském náletu nejméně 21 lidí. Cílem náletu byla vesnice Aitou na severu Libanonu s převážně křesťanským obyvatelstvem. Další 2 mrtvé a 4 zraněné osoby jsou hlášeny po izraelském útoku na Dajr Billa na pobřeží Středozemního moře.
Izraelské nálety na pobočky neziskové charitativní organizace Al-Qard al-Hasan (AQAH), která slouží Hizballáhu jako hlavní zdroj peněz zavinily, že Hizballáh není schopen platit svým členům. AQAH funguje jako pseudobankovní instituce. Až donedávna zaštiťovala finanční aktivity Hizballáhu a zajišťovala jeho přístup k mezinárodnímu finančnímu systému. Ve vybombardovaných pobočkách se navíc nacházely trezory s finanční hotovostí. V současnosti AQAH čelí mezinárodním sankcím a z obavy před izraelskými nálety s ní odmítají spolupracovat i libanonské banky.
Český ministr zahraničí Jan Lipavský odmítl obvinění agentury Deutsche Presse Agentur (DPA), podle kterého Česká republika zdržovala vydání společného prohlášení sedmadvacítky ohledně útoků na mírovou misi OSN v Libanonu (UNIFIL) a dala to souvislosti s úzkými vztahy ČR s Izraelem. Podle Lipavského... byl text prohlášení špatně připravený.

#### Úterý 15. října
Hizballáh podle svého prohlášení... vypálil velkou raketovou salvu na Haifu na obranu Libanonu a jeho lidu a v reakci na izraelské útoky na města, vesnice a civilisty.
Rada bezpečnosti OSN vyjádřila... silné znepokojení... nad izraelskou střelbou na Mírové jednotky v Libanonu (UNIFIL). Podle šéfa mírových sil OSN Jean-Pierre Lacroixe... generální tajemník António Guterres potvrdil, že mírové jednotky zůstanou na všech svých pozicích, i když Izrael vyzval mírové jednotky, aby se během své pozemní invaze v Libanonu přesunuly o 5 kilometrů na sever.
Podle libanonského deníku L´Orient Le Jour, dočasný šéf libanonského hnutí Hizballáh Naím Kásim vyzval Izrael k uzavření příměří. Hizballáh je ale zároveň připraven útočit na Izrael na celém jeho území a dodal, že... Hizballáh se zotavuje z předchozích izraelských úderů a sílí.
IOS podle svého prohlášení zatkla v tunelu v Libanonu 3 příslušníky jednotky Radwan, což je součást Hizballáhu. Všichni tři byli po výslechu převezeni do vězeňského zařízení v Izraeli.
Na internetu se objevila videa z tunelů či odpalovacích míst Hizballáhu ležících několik stovek metrů od základen Mírových jednotek OSN UNIFIL. Cílem je poukázat na neschopnost mírových jednotek. Podle dokumentů mírových jednotek vojáci o nich věděli a upozornili na ně jak OSN, tak zejména libanonskou vládu a žádali o povolení k zásahu. To ale nepřišlo.

#### Středa 16. října
Podle zástupce výkonného ředitele UNICEF Teda Chaibana... přibližně 1,2 milionu lidí – mužů, žen a dětí – bylo vysídleno v důsledku eskalujícího konfliktu – včetně přibližně 400 000 dětí. Téměř 190 000 z těch, kteří byli vyhnáni ze svých domovů, je nyní ve více než provizorních přístřešcích v naději na zdání bezpečí - většinou ve veřejných školách, zatímco bezpočet dalších hledá útočiště u kohokoli, kdo jim může nabídnout střechu nad hlavou a místo k odpočinku. Někteří nemají jinou možnost než přebývat na pláži nebo na ulici. Psychologická daň za to je obrovská, zejména na mladých. Děti se nyní potýkají s nočními můrami o bombardování, ztrátě milovaných a vymazání svých domovů a škol. Podle Chabainova vyjádření UNICEF a Světový potravinový program neúnavně pracují na uspokojení okamžitých potřeb.
Podle libanonského Červeného kříže byli při izraelském útoku lehce zraněni 2 záchranáři ve vesnici Jwaya.
Podle guvernérky libanonské provincie Nabatíja Huvajdá Turkové bylo při izraelském útoku na dvě budovy místní správy v Nabatíji zabito 6 osob, včetně starosty Nabatíje. Nabatíja je považováno za baštu hnutí Hizballáh. Podle IOS další nálet byl proveden v Bejrútu. Cílem byl sklad zbraní Hizballáhu. Oběti či rozsah škod po náletu nejsou známy.

#### Čtvrtek 17. října
Podle izraelského premiéra B. Netanjahua nalezla izraelská armáda na základnách Hizballáhu velké množství moderních zbraní. Jižně od řeky Lítání Hizballáh vykopal stovky tunelů a skrýší, kde jsme právě našli množství nejmodernějších ruských zbraní, řekl Netanajahu.
Podle libanonských médií zasáhlo izraelské bombardování obytný dům jhižně od Tyre a také vesnice Safri a Saraain al-Tahta ve východolibanonském údolí Bikáa.
Podle izraelských médií zahynulo během přestřelky mezi příslušníky IOS a operativci Hizballáhu v jihovýchodním Libanonu 5 izraelských vojáků a 4 příslušníci Hizballáhu. Další izraelští vojáci byli zraněni.
Podle IOS letectvo provedlo údery na více než 150 cílů Hizballáhu v jižním Libanonu, včetně skladů zbraní, raketometů, sítí tunelů a vojenských budov. Letectvo a pozemní síly provedly údery zaměřené na personál Hizballáhu a zabily více než 45 bojovníků Hizballáhu. Mezi jinými zabily velitele praporu Bint Džbejl ze sestavy Hizballáhu, Husajna Muhammada Awadu. Awada byl zodpovědný za plánování a provádění útoků na izraelské území ze sektoru Bint Džbejl.

#### Pátek 18. října
Podle prohlášení IOS zabily izraelské jednotky během posledního dne asi 60 operativců Hizballáhu, našly a zničily velké sklady zbraní a sestřelila dva bezpilotní letouny vypuštěné z Libanonu.
Podle náčelníka generálního štábu IOS Herci Haleviho zabily izraelské jednotky za poslední měsíc minimálně 1 500 příslušníků Hizballáhu. Hizballáh zatajuje ztráty, mlčí o mrtvých velitelích a jeho členové se nadále vzdávají, což hodně vypovídá o jejich morálce a úrovni bojů, řekl Halevi. Podle libanonského ministerstva zdravotnictví zemřelo dosud v Libanonu 2412 lidí a dalších asi 11 267 bylo zraněno. Ministerstvo nerozlišuje mezi civilisty a ozbrojenci.
Na následky zranění, které utrpěl během bojů v jižním Libanonu zemřel izraelský voják.
Hizballáh ve svém prohlášení uvedl, že vypustil salvu bezpilotních letounů naložených výbušninami na izraelskou základnu protivzdušné protiraketové obrany východně od středoizraelského města Chadera.

#### Sobota 19. října
Podle prohlášení íránská mise při OSN provedl Hizballáh dronový útok na dům izraelského premiéra B. Netanjahua. Podle IOS byl ve městě Caesarea, severně od Tel Avivu proveden dronový útok. Podle prohlášení premiérova mluvčího byl útok veden na dům premiéra. Premiér, ani jeho žena nebyli v době útoku v domě přítomni. Nikdo nebyl zraněn.
Podle amerického ministra obrany Lloyda Austina je počet civilních obětí v Libanonu příliš vysoký. Byli bychom rádi, kdyby Izrael omezil některé útoky, které podniká, zejména v Bejrútu a jeho okolí, a byli bychom rádi, kdyby se věci posunuly k nějakému druhu vyjednávání, které umožní civilistům na obou stranách hranice vrátit se do svých domovů, řekl na tiskové konferenci Austin.
Podle IOS některé izraelské jednotky operují 2,7 km od hranice, což je dosud nevzdálenější místo na území Libanonu, kam se izraelské jednotky dostaly. Poblíž libanonské obce Kfar Kila se izraelské jednotky dostaly do minometné palby Hizballáhu. Uvnitř jedné ze škol lokalizovali izraelští vojáci základnu a muniční sklad Hizballáhu. Pod jinou školou v jižním Libanonu objevili tunel vybudovaný Hizballáhem, ve kterém se nacházelo velitelské centrum, sklad zbraní, skútry, munice a další vojenské vybavení. Izraelské letectvo pokračovalo v útocích v Bejrútu. Podle libanonských médií bylo na na oblast podniknuto minimálně 11 útoků. Podle IOS byl při jednom z těchto útoků zabit Násir Abd al Azíz Rašíd, zástupce velitele Hizballáhu v sektoru Bint Džbajl. Hizballáh provedl útoky raketami a bezpilotním letounem na izraelské vojenské cíle poblíž Haify a Safedu.

#### Neděle 20. října
IOS podle prohlášení provedly letecké útoky na cíle Hizballáhu v Bejrútu, mezi jiným i na zpravodajskou centrálu či na výrobnu zbraní, zabiti byli i 3 velitelé Hizballáhu. Podél libanonsko-izraelské hranice pokračují izraelské jednotky v ničení infrastruktury Hizballáhu.
Podle izraelského vojenského rozhlasu IOS zaútočily v Libanonu na neoznačené vozidlo. V něm zahynuli 3 libanonští vojáci. Podle IOS... libanonská armáda a libanonský stát nejsou izraelskými cíli. V Bint Džbejl byli zabiti Hajj Abbás Salameh, velitel Hizballáhu zodpovědný za vojenské operace v okrese Bint Džbejl, Réza Abbás Awada, expert Hizballáhu na rádiovou komunikaci a Ahmed Alí Husajn, šéf jednotky Hizballáhu pro výrobu strategických zbraní. Hizballáh oznámil odpal více než 170 raket na na základnu protivzdušné obrany Severního velitelství v Birja a základnu IOS západně od Galilejského jezera. Hizballáh také odpálil rakety na základnu IOS v jižní Haifě.
Hizballáh oznámil odpálení raketové salvy na izraelskou vojenskou základnu východně od Safedu jako odvetu... za izraelské útoky na libanonské vesnice a domy.

#### Pondělí 21. října
Hizballáh podle vyjádření vypálil 3 salvy raket na izraelské jednotky na východním okraji vesnice Markaba a vypálil dělostřelecké granáty na izraelské vojáky poblíž Kfar Kila. Palba údajně... způsobila určité ztráty.
IOS podle svého vyjádření během posledního dne provedly útoky na 300 cílů Hizballáhu po celém Libanonu, včetně muničních skladů Hizballáhu, odpalovacích zařízení, protitankových pozic a infrastruktury. Izraelské jednotky operují jižně od Nabi Jouchaa, kde zničily raketovou buňku Hizballáhu, v centru obytné čtvrti izraelské jednotky našly a zajistily desítky raket dlouhého a krátkého doletu, munici, ruční zbraně, výbušniny a lékařské vybavení. V jihozápadním Libanonu 146. divize IOS lokalizovala a zničila podzemní infrastrukturu Hizballáhu a sklady zbraní, včetně protitankových řízených střel a protitankového odpalovacího zařízení. Speciální jednotky IOS Maglan a Egoz rozmístěné v jižním Libanonu pomocí bezpilotních prostředků naložených výbušninami zaměřily a zničily protitankové pozice a velitelství Hizballáhu a lokalizovaly sklad obsahující desítky raket, granátometů, neprůstřelné vesty, helmy a další bojové vybavení. Hizballáh útočil na izraelské jednotky západně od Odajsehu a vypálil rakety na izraelské síly postupující na Džabal Kahíl, severovýchodně od Maroun al Raš. Rakety na izraelské síly byly vypáleny také v Ajta al Šáb. Útoky na civilní objekty v severním Izraeli byly Hizballáhem vedeny na Kirjat Šmona, Karmiel, Ma'alot-Taršicha a Kabri. Útoky na IOS byly vedeny poblíž mošavů Zar'it a Šomera. Hizballáh odpálil rakety na dělostřelecké postavení IOS v Odumu na Golanských výšinách a vypustil bezpilotní letouny na izraelská kasárna v Jiftachu.
V dokumentu, který Izrael předal USA podmiňuje uzavření příměří vytvořením podmínek, ve kterých by IOS měly možnost kontrolovat, zda Hizballáh nepokračuje v přezbrojování a znovu nebuduje vojenskou infrastrukturu poblíž izraelsko-libanonské hranice. Izrael také požaduje, aby se jeho letectvo mohlo volně pohybovat v libanonském vzdušném prostoru. Podle amerických představitelů je vysoce nepravděpodobné, že by Libanon a mezinárodní společenství souhlasily s izraelskými podmínkami.
Podle ISW Prozatímní síly OSN v Libanonu (UNIFIL) neplní svou úlohu danou jim mandátem OSN, totiž zabránit reorganizaci a přezbrojení Hizballáhu jižně od řeky Lítání. Tato úloha je již částečně zakotvena v rezoluci OSN č. 1701 a měla by být vymáhána UNIFIL. Požadavky na změnu rezoluce OSN č. 1701 rozšířením rozmístění libanonských ozbrojených sil v jižním Libanonu jsou podle ISW sporné, neboť je nepravděpodobné, že by libanonská armáda dokázala lépe vynucovat rezoluci OSN 1701, neboť libanonští vojáci a jejich vláda (které je Hizballáh součástí) nejsou ochotni zabránit bojovníkům Hizballáhu v operacích v této oblasti.

#### Úterý 22. října
Jen několik minut po předčasném ukončení tiskové konference pořádané v Bejrútu mluvčím Hizballáhu Mohammedem Afifem zasáhl oblast Chobejri izraelský letecký útok.
Hizballáh oznámil, že odpálil rakety na izraelskou námořní základnu Stella Maris severozápadně od Haify a na základnu vojenské rozvědky Glilot, kde je i centrála vojenské zpravodajské jednotky 8200. Další rakety byly vypáleny směrem na Tel Aviv. Podle IOS bylo celkem vypáleno 20 raket, část byla sestřelena a část dopadla na otevřená prostranství. Nejsou hlášeny žádné oběti.
IOS oznámily, že při raketovém útoku na severní Izrael zahynul 1 izraelský voják a 3 byli zraněni. Další izraelský voják zahynul během bojů v jižním Libanonu. Podle IOS bylo během bojů v Libanonu dosud zabito asi 2 000 příslušníků Hizballáhu a 100 příslušníků jiných ozbrojených skupin.
Podle libanonských médií izraelské letectvo zaútočilo na cíle v Al-Hawsh, jižně od Týru. Stalo se tak poté, co IOS vyzvaly obyvatele k evakuaci.
IOS vydaly prohlášení, ve kterém potvrdily smrt Hášima Safíjuddína, šéfa výkonné rady Hizballáhu a nástupce zabitého šéfa Hizballáhu Hasana Nasralláha. Útok na Safíjuddína oznámil Izrael už 8. října a dosud nebylo potvrzeno jeho úmrtí.
IOS ve svém prohlášení uvedly, že během noci zaútočily na centrální základnu námořní jednotky Hizballáhu v Bejrútu. Na základně Hizballáh skladoval rychlé čluny, nacházelo se zde výcvikové středisko a oblast pro provádění experimentů. Kromě toho bylo zasaženo několik skladů zbraní a velitelských středisek Hizballáhu.

#### Středa 23. října
Podle amerického ministra obrany Lloyda Austina USA dosud neviděly důkazy o existenci bunkru Hizballáhu naplněného penězi a postaveného pod nemocnicí Al-Sahel v Bejrútu. Reagoval tak na tvrzení IOS, že Hizballáh ukryl stovky milionů dolarů v hotovosti a zlatě v bunkru postaveném pod nemocnicí v Bejrútu a navrženém pro dlouhodobé pobyty. Podle Fadiho Alameha, libanonského zákonodárce z hnutí Amal a ředitele zmíněné nemocnice Izrael přichází s falešnými a pomlouvačnými tvrzeními.
IOS uvedly, že před třemi týdny při leteckém útoku zabily Hašíma Safídína, který byl považován za Nasralláhova nástupce. Hizballáh jeho smrt potvrdil
Hizballáh ve svém prohlášení uvedl, že odpálil raketovou salvu na vojenskou základnu v oblasti Haifa v severním Izraeli jako odvetu za izraelské útoky na Libanon.
Podle AFP zaútočilo izraelské letectvo bezpilotními prostředky na libanonské město Týr. Jeho obyvatelé byli krátce před útokem varováni izraelskou armádou a vyzváni k evakuaci. podle mluvčího jednotky krizového řízení je město prakticky evakuované.

#### Čtvrtek 24. října
IOS podle vlastního prohlášení při leteckém úderu na jižní předměstí Bejrútu zničily zařízení Hizballáhu na výrobu zbraní a za poslední den zasáhlo více než 160 cílů Hizballáhu, včetně infrastruktury po celém Libanonu. Podle libanonské tiskové agentury NNA 17 náletů srovnalo se zemí šest budov, přičemž se nad jedním z cílů objevila obrovská ohnivá koule.
Podle IOS byly během večera na Izrael vypáleny z Libanonu 4 rakety, přičemž 2 byly zničeny za letu, 1 dopadla na otevřené prostranství a 1 dopadla na neznámé místo. Během celého dne se jednalo o 135 raket. Útoky se obešly bez obětí, přičemž podle palestinkých médií byla jedna osoba lehce zraněna na Západním břehu Jordánu, patrně úlomky sestřelené rakety.
Podle prohlášení libanonské armády byli při izraelském útoku na okraji vesnice Jater v jižním Libanonu zabiti 3 její vojáci, včetně důstojníka. Stalo se tak při evakuaci zraněných osob.

#### Pátek 25. října
Podle prohlášení Prozatímních sil OSN v Libanonu (UNIFIL) se jejich příslušníci stali poblíž libanonské pohraniční vesnice Dajrá cílem izraelské palby a obvinily IOS ze záměrného poškozování kamer, osvětlení a komunikačních zařízení.
Podle IOS byl při izraelském náletu v obci Ajtarún v jižním Libanonu zabit jeden z velitelů jednotky Radván ze sestavy Hizballáhu Abbás Adnán Muslim.
Podle IOS zahynuly 2 osoby po na následky zranění střepinami. Stalo se tak po raketovém útoku Hizballáhu na arabské město Majd al-Krum v oblasti Galileje, v severním Izraeli. Podle IOS se jednalo o střepiny z 30 sestřelených projektilů vypálených z Libanonu.
Hizballáh ve svém prohlášení uvedl, že provedl útok bezpilotním letounem zaměřeným na vojenskou základnu nacházející se východně od Safadu v severním Izraeli. Stalo se tak poté, co se přihlásil k raketové palbě na stejnou oblast. Přihlásil se také k zásahu 3 izraelských tanků řízenými střelami v jižním Libanonu.

#### Sobota 26. října
Podle libanonského ministerstva zdravotnictví zahynul při izraelském náletu na zdravotní středisko v Bazuriji záchranář z Islámského zdravotního výboru napojeného na Hizballáh. Podle ministerstva se počet záchranářů a zdravotníků zabitých v Libanonu od loňského roku zvýšil na 164.
Výzvu k evakuaci k 20 obcím v severním Izraeli a několika dalším na Golanských výšinách vydal Hizballáh. Podle něj jsou tyto obce legitimními cíli, protože je používají jako základny izraelští vojáci. Izrael naopak uvolnil některá bezpečnostní omezení pro obyvatele oblastí na severu Izraele.
Hizballáh ve svém prohlášení tvrdil, že vypálil raketové salvy na pět obytných oblastí v severním Izraeli, včetně předměstí Krajot poblíž Haify. Podle IOS se jednalo o 80 projektilů.
Podle IOS se izraelské jednotky v jižním Libanonu zmocnili čtyř raketometů namontovaných na nákladních automobilech. Dalších asi 130 odpalovacích zařízení Hizballáhu bylo v minulých dnech zasaženo izraelským letectvem.
Hizballáh ve svém prohlášení uvedl, že zaútočil bezpilotním letounem na izraelskou leteckou základnu Tel Nof, jižně od Tel Avivu a raketovou palbou zaútočil na zpravodajskou základnu IOS poblíž Safedu. V jižním Libanonu se přihlásil k raketovému útoku na izraelské vojáky na okraji vesnice Ajta al-Šáb.

#### Neděle 27. října
Podle IOS bylo v bojích z Hizballáhem v jižním Libanonu zabito 5 izraelských vojáků. 14 dalších bylo zraněno. Počet izraelských vojáků zabitých od začátku pozemní ofenzivy se zýšil na 34. Zároveň byli zabiti 3 příslušníci Hizballáhu.
Podle libanonského ministerstva zdravotnictví nejméně 8 lidí bylo zabito a 25 dalších zraněno při izraelském útoku poblíž Sidónu na jihu Libanonu. Podle ministerstva si válka od začátku bojů 23. září vyžádala nejméně 1 615 mrtvých.
Při přeshraničních útocích Hizballáhu na severní Izrael bylo zraněno 5 osob. V severoizraelském městě Tamra byly při raketovém útoku zraněni 3 lidé, z toho jeden vážně. Další 2 lidé byli zranění při dronovém útoku na průmyslovou zónu Bar Lev mezi městy Akre a Karmiel. Podle IOS bylo několik raket zničeno protivzdušnou obranou.
Hizballáh se přihlásil k raketovým a dělostřeleckým útokům na izraelské jednotky u libanonsko-izraelského hraničního přechodu Fatimská brána, raketové salvě u vesnice Wazzani a k útoku u pohraniční vesnice Kfar Kila.
Podle IOS izraelské jednotky během dne zabily desítky příslušníků Hizballáhu. Izraelské jednotky pokračovaly v útocích na infrastrukturu Hizballáhu a konfiskaci zbraní této organizace.

#### Pondělí 28. října
Podle libanonského ministerstva zdravotnictví 9 lidí bylo zabito a 38 zraněno při izraelských útocích na Haret Sajída, nejméně 7 lidí, včetně zdravotní sestry a tří záchranářů, bylo zabito ve vesnici Ain Baal na jihu Libanonu a 5 osob zahynulo v Burj al-Šémali.
Podle libanonských zdrojů zahynulo při izraelských útocích v údolí Biká nejméně 60 lidí a další desítky utrpěly zranění. Při nejméně dvou vlnách leteckých úderů na přístavní město Súr zahynulo 7 osob a 17 jich bylo zraněno.
Libanon podal stížnost Radě bezpečnosti OSN kvůli izraelskému útokům zaměřeným na novináře a mediální zařízení v Hasbája v jižním Libanonu a v oblasti Ouzai na jižním předměstí Bejrútu. Podle IOS byl útok přezkoumáván a tvrdily, že byl zaměřen na militanty Hizballáhu.
Podle libanonského ministerstva zdravotnictví za posledních 24 hodin bylo zabito 38 lidí a 124 zraněno. Za poslední rok bylo zabito 2 041 mužů a 9 881 jich bylo zraněno, zahynulo 532 žen a 2 351 jich bylo zraněno a 157 dětí bylo zabito a 1 129 jich bylo zraněno.
Podle libanonského ministerstva zdravotnictví zahynulo při izraelských útocích na libanonský Týr 7 lidí a zraněno 17 dalších osob.

#### Úterý 29. října
Podle prohlášení Hizballáhu byl do čela tohoto hnutí zvolen duchovní Na'ím Qásim. Zvolen byl sedmičlennou radou šúra.Izraelský ministr J. Galant nazval jeho jmenování... dočasným.
Podle libanonské agentury NNA vstoupilo větší množství izraelských tanků do východního předměstí Chiamu. Ten se nachází 6 km od libanonsko-izraelské hranice. Izraelské jednotky se tak dostaly zatím nejdále do libanonského vnitrozemí od zahájení pozemní ofenzivy.
Podle prohlášení IOS bylo z Libanonu na severní Izrael vypáleno asi 50 raket. Rakety dopadly na izraelské město Ma'alot-Taršicha, kde zabily 1 člověka, několik lidí bylo zraněno. Podle IOS byla část raket zachycena systémem Iron Dome.

#### Středa 30. října
Podle libanonského ministerstva zdravotnictví při izraelském útoku na Sarafand na jihu Libanonu bylo zabito 8 lidí. Dalších 6 osob zahynulo při útoku na vesnici poblíž Sidónu a 37 osob bylo zraněno. Dalších 19 osob bylo zabito při útocích na dvě oblasti v regionu Baalbek, při útocích na město Sohmor ve východní čáati údolí Biká bylo zabito 11 lidí a 15 zraněno. Podle IOS útoky byly vedeny na velitelská a kontrolní centra Hizballáhu infrastrukturu v oblastech Baalbek a Nabatíja.
Podle IOS byl při útoku v oblasti Nabatíje v jižním Libanonu zabit zástupce velitele elitních sil Hizballáhu Radván Mustafa Ahmad Šahádí.
Podle nejmenovaných zdrojů pracují američtí vyjednavači na návrhu na dvouměsíční zastavení bojů v Libanonu. Toto období by mělo být využito k dokončení plné implementace z velké části nevynucované rezoluce Rady bezpečnosti OSN č. 1701.
Hizballáh ve svém prohlášení uvedl, že provedl dronový útok na izraelskou základnu poblíž Haify.
Francie odsoudila raketový útok na jednotky mírové mise OSN v Libanonu UNIFIL. Podle UNIFIL za raketovým útokem stojí pravděpodobně Hizballáh.

#### Čtvrtek 31. října
IOS podle vlastního prohlášení zasáhly během leteckých útoků několik velitelských místností Hizballáhu a další infrastrukturu poblíž Týru v jižním Libanonu. Mezi ně patří i velitelská stanoviště jednotek Radván, speciálních sil Hizballáhu.
Podle libanonského ministerstva zdravotnictví bylo izraelských útocích v jižním Libanonu zabito 6 zdravotníků a 4 byli zraněni. V prohlášení se dále uvábí, že za posledních 24 hodin zahynulo při izraelských útocích 45 lidí, čímž se celkový počet obětí od října 2023 zvýšil na 2 865.
Podle údajů IOS bylo na Izrael od začátku války v roce 2023 vypuštěno z Libanonu, Pásma Gazy, Iráku, Sýrie, Jemenu a Íránu asi 1 300 bezpilotních letounů. Asi 80% dronů bylo podle armády zachyceno, 231 bezpilotních letounů zasáhlo Izrael a v některých případech způsobilo oběti a škody. IOS v Libanonu zasáhly 54 míst používaných vzdušnými silami Hizballáhu k uskladnění dronů, 24 míst používaných k ukládání střel s plochou dráhou letu, 8 míst, kde byly drony a střely s plochou dráhou letu sestaveny, 6 podzemních míst a 7 skladů zbraní.
Při raketovém útoku Hizballáhu na severní Izrael zahynulo v Metule 5 osob, z toho 4 zahraniční dělníci.
Při raketovém útoku zahynuly poblíž Kirjat Ata u Haify na severu Izraele 2 osoby. 4 osoby byly zraněny.

### Listopad

#### Pátek 1. listopadu
Na setkání amerického zvláštního vyslance Amose Hochsteina a šéfa Bílého domu pro Blízký východ Bretta McGurka s nejvyššími izraelskými představiteli v Jeruzalémě došlo k vzájemné shodě v řadě otázek, včetně Íránu, Libanonu, Gazy a zajištění propuštění rukojmích. Podle médií je hlavním požadavkem Izraele, aby byl schopen provádět aktivní vynucování rezoluce 1701, podle které mohou být libanonské ozbrojené síly jedinou ozbrojenou silou v jižním Libanonu.
Podle agentury Reuters provedlo izraelské letectvo asi deset úderů v několika bejrútských čtvrtích včetně čtvrti Tahvítat Ghadír, kde se nachází mezinárodní letiště Rafíka Harírího. Podle libanonského ministerstva zdravotnictví si další letecký úder v oblasti vesnice Kamátíja vyžádal 3 mrtvé a 5 zraněných. Údery v oblasti Baalbek na východě Libanonu zabily 11 lidí a dalších jich 14 zranily.
Podle IOS izraelské letectvo zasáhlo v Bejrútu továrny na výrobu zbraní, velitelská střediska a další infrastrukturu Hizballáhu. V Nabatíji byla zasažena další velitelská centra a zpravodajská infrastruktura. Všechny tyto objekty Hizballáhu se podle IOS nacházely uprostřed civilní zástavby.
Podle libanonského premiéra Nadžíba Míkátího je na vině současného stavu izraelské blokování dalšího jednání. Izraelská prohlášení a diplomatické signály, které Libanon obdržel, potvrzují izraelskou tvrdohlavost v odmítání navrhovaných řešení a trvání na přístupu zabíjení a ničení, řekl Míkátí.

#### Sobota 2. listopadu
Podle IOS bylo od začátku pozemní ofenzívy v Libanonu zabito asi 2 000 operativců Hizballáhu, přičemž od 8. října 2023 jich bylo zabito asi 3 000.
Hizballáh ve svém prohlášení uvedl, že během ranních hodin vypálil salvu raket na základnu Glilot vojenské zpravodajské jednotky 8200 na předměstí Tel Avivu. Další raketová salva byla vypálena na oblasti na severu Izraele, zejména na město Safad.
Podle IOS byl při leteckém útoku v jižním Libanonu zabit Džaafar Cháder Faúr, šéf raketové jednotky v regionální divizi Hizballáhu Nasr. Faúr stál za četnými raketovými útoky na Izrael, včetně červencových smrtících útoků na Majdal Šams, při kterém zahynulo 12 dětí. Spolu s ním byl zabit další velitel bezpilotní jednotky Hizballáhu.
Podle IOS bylo Hizballáhem během dne vypáleno na Izrael asi 130 raket a nejméně šest bezpilotních letounů, z nichž tři byly úspěšně zachyceny. Během raketového útoku bylo ve středním Izraeli zraněno 11 lidí poté, když jedna z raket zasáhla dům v Tiře.
Podle vlastního prohlášení provedl Hizballáh raketový útok na základnu vojenského průmyslu Zvulun severně od města Haifa a bezpilotními letouny zaútočil na leteckou základnu Palmachim jižně od Tel Avivu.
Podle IOS byl při noční operaci izraelské námořní jednotky Šajetet 13 na pobřeží Batrúnu, jižně od Tripolisu zajat operativec Hizballáhu Imád Amház, který je považován za předního experta hnutí v oblasti námořních sil.

#### Neděle 3. listopadu
Hizballáh odpálil 35 raket na severní Izrael a dalších 25 na Golanské výšiny, okupované Izraelem.
Podle libanonského ministerstva zdravotnictví 3 lidé zahynuli a 9 jich bylo zraněno při izraelském útoku na Haret Sajdá, oblast poblíž Sidonu. Další izraelské útoky zasáhly vládní nemocnici v Tebninu.
Podle IOS byl při nedávném útoku bezpilotního letounu v jiholibanonském Chiamu byli zabiti Farúk Amín al-Aší, velitel pro oblast Chiamu, zodpovědný za raketové útoky na Izrael a Júsef Ahmed Núna, velitel roty elitních sil Hizballáhu Radván tuto oblast.

#### Pondělí 4. listopadu
Podle libanonského ministerstva zdravotnictví bylo během třináctiměsíčních bojů mezi Izraelem a Hizballáhem v Libanonu zabito více než 3 000 lidí. Nejméně 13 492 lidí bylo zraněno.
Podle IOS byl v oblasti Baraachit v jižním Libanonu při leteckém útoku zabit Abú Alí Rída, velitel Hizballáhu zodpovědný za plánování a provádění raketových a protitankových raketových útoků na jednotky IOS.
Podle IOS byl při leteckém útoku v jiholibanonské Sultáníji zabit velitel protitankového oddílu speciálních sil Radván Rijád Ridá Ghazzáuí.
Podle zprávy Úřadu Vysokého komisaře OSN pro uprchlíky (UNHCR) od 23. září uprchlo z Libanonu do Sýrie po eskalaci konfliktu mezi Izraelem a Hizballáhem 472 000 lidí. Toto číslo zahrnuje 32 829 libanonských uprchlíků a 216 369 syrských uprchlíků, kteří odešli do Libanonu před lety, když byla jejich země zachvácena občanskou válkou.
Podle IOS bylo Hizballáhem z Libanonu směrem na Západní Galileu vypáleno více než 30 raket a dalších 30 raket bylo před tím odpáleno na Horní Galileu. Část raket byla sestřelena, další spadly do neobydlených prostor. IOS zároveň potvrdily, že při náletu zničily odpalovací zařízení použité k útoku na Horní Galileu.
IOS ve svém prohlášení potvrdily, že provedla sérii náletů na objekty na damašském předměstí Sayyidah Zaynab v Sýrii, kde sídlí jednotka Hizballáhu zodpovědná za sběr a vyhodnocování zpravodajských informací.

#### Úterý 5. listopadu
IOS ve svém prohlášení uvedly, že podnikly letecké útoky na sklad zbraní Hizballáhu v Sýrii, v Kusajr, poblíž hranic s Libanonem. Podle IOS Hizballáh nedávno rozšířil svá zařízení v této oblasti, aby zintenzivnil pašování zbraní do Libanonu ze Sýrie.
Podle libanonských médií zasáhly izraelské letecké údery město Jiyeh, jižně od Bejrútu a poblíž Baalbeku v údolí Bikáa, kde zabily 5 osob.
Podle výsledků vyšetřování libanonské policie a libanonským soudem použilo izraelské komando, které 2. listopadu uneslo z Libanonu Imada Amhaze podezřelého z členství v Hizballáhu... pokročilé zařízení schopné rušit radary jednotek UNIFIL. Ty se podílejí na sledování výsostných vod Libanonu s cílem zabránit vstupu zbraní nebo souvisejícího materiálu do Libanonu po moři.
Podle specialisty na politický výzkum v Information International bylo 29 libanonských pohraničních obcí Izraelem zničeno. Jedná se o oblasti Naqoura na západě Libanonu až po Šíbá na východě. Podle expertů je cílem proměnit oblast v 3 km hlubokou nárazníkovou zónu, aby se obyvatelé severního Izraele mohli vrátit do svých domovů.

#### Středa 6. listopadu
Podle libanonských záchranářů zabil izraelský útok na obytnou budovu v Barja, jižně od Bejrútu nejméně 20 osob. 14 osob bylo zraněno.
Při raketovém útoku na pohraniční komunitu Avivim v severním Izraeli byl zabit 1 izraelský voják. Další 3 vojáci byli lehce zraněni.
Hizballáh ve svém prohlášení uvedl, že odpálil raketovou salvu na vojenskou základnu nacházející se poblíž Ben Gurionova letiště ležící jihovýchodně od Tel Avivu. Podle izraelských médií jedna raketa dopadla poblíž letiště. Podle správy letiště provoz letiště nebyl narušen.
Hizballáh během dne odpálil na Izrael asi 150 raket. Při dopadu jedné z nich byl zabit 1 člověk v Kfar Masaryk. Izraelské letectvo zasáhlo bejrútské jižní předměstí Dáhija, část Burdž al-Barádžana, která se nachází v těsné blízkosti mezinárodního letiště Rafíka Harírího. počty obětí nejsou známy. Podle agentury Reuters nejméně 38 lidí zahynulo a 54 bylo zraněno při izraelském bombardování východolibanonské provincie Baalbek-Hermel.

#### Čtvrtek 7. listopadu
Po výzvě k evakuaci zaútočilo izraelské letectvo na jižní předměstí Bejrútu a okolí letiště s odůvodněním, že se tu nacházejí zařízení radikálního hnutí Hizballáh.
Podle IOS bylo asi 60 operativců Hizballáhu zabito při izraelských náletech na asi 20 cílů na severovýchodě Libanonu, v Baalbeku a dalších oblastech severně od řeky Lítání.
Podle prohlášení IOS bylo během bojů v Libanonu v posledním období zabito 5 izraelských vojáků a 16 dalších zraněno.
IOS ve svém prohlášení uvedly, že izraelská letadla zasáhla velitelské středisko patřící vzdušným silám Hizballáhu v libanonském pobřežním městě Týros.
Tři civilisté byli zabiti a 5 příslušníků UNIFIL bylo zraněno při izraelském leteckém útoku v Sidónu, v jižním Libanonu.
Podle IOS bylo z Libanonu během dne vypáleno na Izrael asi 120 raket. Asi 20 raket bylo vypáleno na západní Galileu a dalších 30 bylo odpáleno na oblast Haifského zálivu. Podle IOS některé z raket byly zachyceny, několik raket dopadlo, včetně jedné, která zasáhla předměstí Haify Kirjat Jam, kde poškodila několik aut.
Při izraelském dronovém útoku zaměřeném na auto na silnici spojující hlavní město Bejrút s údolím Biká a Sýrií zahynula 1 žena, 1 muž byl zraněn.

#### Pátek 8. listopadu
Podle libanonských médií izraelská armáda odpálila výbušniny umístěné uvnitř domů ve třech libanonských pohraničních vesnicích.
Hizballáh se ve svém prohlášení přihlásil k raketovým útokům na izraelskou námořní základnu Stella Maris, severozápadně od Haify a raketovému útoku na na leteckou základnu Ramat David, jihovýchodně od Haify.
Podle IOS 1 izraelský voják zemřel na následky zranění utrpěná před 2 týdny při přestřelce s operativci Hizballáhu v jižním Libanonu. Při přestřelce bylo zabito 5 dalších izraelských vojáků a více než 12 jich bylo zraněno.

#### Sobota 9. listopadu
Libanonská média uvedla, že izraelská letadla zasáhla objekty poblíž Libanonské univerzity a na předměstí Burj al-Barajneh. Zasažena byla také bejrútská čtvrť Al Džamús. Krátce před těmito nálety zahynulo podle libanonského ministerstva zdravotnictví nejméně 7 osob při izraelském bombardování libanonského přístavního města Týros. Dalších 46 osob bylo zraněno. Podle IOS... byly útoky vedeny na zpravodajské služby a velitelské a kontrolní komplexy Hizballáhu v Týru.
IOS se oficiálně distancovaly od videa znázorňující izraelské vojáky pálící libanonskou vlajku během pozemní ofenzívy proti Hizballáhu v jižním Libanonu. IOS spálení libanonské vlajky označily... jako porušení pravidel a hodnot IOS.
Podle prohlášení Mírových sil v Libanonu (UNIFIL) IOS zničila pomocí bagrů a buldozerů části plotu a betonové konstrukce na pozici mírové mise v Ras Naqoura. Izraelská armáda popřela, že by se uvnitř pozic UNIFIL odehrávala jakákoli její aktivita.
Hizballáh ve svém prohlášení uvedl, že... se zaměřil na izraelské jednotky, místa a vojenské objekty včetně izraelské základny v oblasti severně od Haify. Hizballáh si navíc nárokoval sestřelení izraelského bezpilotního letounu Hermes 450 nad vesnicí v jižním Libanonu.

#### Neděle 10. listopadu
Podle Al Arabiye byl při izraelském leteckém úderu poblíž syrského města Kusajr zabit Sálim Džamil Ajáš, vysoce postavený členem komanda Hizballáhu Unit 151. Ajáš byl v nepřítomnosti odsouzen k doživotnímu vězení za plánování vraždy bývalého libanonského premiéra Rafíka Harírího. Ten zahynul při sebevražedném bombovém útoku v Bejrútu v roce 2005.
Podle libanonského ministerstva zdravotnictví izraelské nálety na Libanon za poslední den zabily nejméně 40 lidí včetně několika dětí. Mezi zabitými je i 7 zdravotníků ze záchranných skupin napojených na Hizballáh a jeho spojence Amal. Podle IOS byla zasažena infrastruktura Hizballáhu v oblastech Týru a Baalbeku, včetně bojovníků Hizballáhu, operačních bytů a skladů zbraní.
Podle libanonského ministerstva zdravotnictví izraelský útok na muslimskou vesnice Almat zabil 53 lidí, včetně sedmi dětí. Vesnice Almat leží asi 30 kilometrů severně od Bejrútu a nachází se v převážně křesťanském regionu Džbeil a mimo tradiční bašty Hizballáhu.

#### Pondělí 11. listopadu
Podle libanonských médií bylo asi 30 osob zabito při izraelském útoku na budovu v severolibanonské vesnici Ajn Jákob v guvernorátu Akkar.
Podle šéfa mediální kanceláře Hizballáhu Mohammada Afífa Hizballáh neobdržel žádné návrhy na příměří. Zatím, podle mých informací, se do Libanonu ani k nám v tomto ohledu nedostalo nic oficiálního, řekl Afíf.
Podle libanonského ministerstva zdravotnictví izraelský nálet v Al-Saksakieh v okrese Sidon zabil nejméně 7 osob a zranil 7 dalších. Celkový počet obětí za rok konfliktu mezi Izraelem a Hizballáhem se zvýšil na 3 243 zabitých a 14 134 zraněných.

#### Úterý 12. listopadu
Hizballáh ve svém prohlášení uvedl, že odpálil raketovou salvu na leteckou základnu jižně od Tel Avivu. Podle izraelských médií byly dočasně zastaveny lety na blízkém mezinárodním Ben Gurionově letišti.
Podle IOS podniklo izraelské letectvo nálety na jižní předměstí Bejrútu, na oblast kontrolovanou Hizballáhem. Cílem útoků byla velitelská střediska Hizballáhu a závody na výrobu zbraní.
Výbuch rakety vypálené z Libanonu si v severoizraelské Nahariji vyžádal životy 2 civilistů. Oba zahynuli poté, co raketa zasáhla skladiště, ve kterém se nacházeli.
Podle libanonského ministerstva zdravotnictví zabil izraelský úder na Baalšmaj východně od Bejrútu 5 lidí.

#### Středa 13. listopadu
Podle IOS bylo na severní Izrael na Sachnín, Dejr al-Asad, Karmiel, Ma'alot-Taršicha a další města vypáleno z Libanonu asi 30 raket. Část z nich byla zničena za letu.
Podle IOS bylo během středy zabito v bojích s příslušníky Hizballáhu 6 izraelských vojáků. Podle Hizballáhu zahynulo od počátku pozemní invaze do Libanonu nejméně 100 izraelských vojáků a zraněno nejméně 1 000 dalších izraelských vojáků. Vlastní ztráty Hizballáh nezveřejňuje, podle odhadů se pohybují od několika stovek do více než 1000 příslušníků Hizballáhu.
Podle libanonského ministerstva zdravotnictví srovnaly dopolední izraelské nálety se zemí 6 budov na předměstí Bejrútu Dahíja a zabily 8 lidí v Dawhit Aramoun, vesnici jižně od Bejrútu. Mezi mrtvými jsou tři ženy a tři děti.

#### Čtvrtek 14. listopadu
IOS ve svém prohlášení uvedly, že provedly letecké útoky na pašerácké trasy Hizballáhu v Sýrii. Podle syrských médií cílem byla infrastruktura Hizballáhu v regionu Homs. Dnes ráno, na pokyn vojenské rozvědky, izraelské letectvo zaútočilo na pašerácké trasy mezi Sýrií a Libanonem...  které jsou používány k pašování zbraní teroristickou organizací Hizballáh, uvádí se v prohlášení IOS.
Podle guvernéra libanonského regionu Baalbek zasáhlo izraelské bombardování středisko civilní obrany v Baalbeku. Při útoku zahynulo 12 osob. Při izraelském útoku na jiném místě zahynulo 8 osob, včetně 5 žen.
Podle IOS během přestřelky s operativci Hizballáhu v jižním Libanonu zahynul 1 izraelský důstojník a 2 další byli zraněni. Zabito bylo také 5 příslušníků Hizballáhu.
IOS ve svém prohlášení uvedly, že podnikly sérii útoků na předměstí Bejrútu s cílem zničit sklady zbraní, vojenské velitelství a další infrastrukturu používanou Hizballáhem. Podle libanonské agentury NNA se cílem bombardování stal jiholibanonský Bint Jbeil, kde noční nálety a dělostřelecké ostřelování způsobily těžké škody na budovách a obytných komplexech, při náletech na města Bazourieh a Jumayjimah zahynulo 5 osob.
Rada bezpečnosti OSN odsoudila nedávné útoky na mírovou misi OSN v Libanonu (UNIFIL) z 29. října, 7. listopadu a 8. listopadu, při nichž bylo zraněno několik příslušníků Modrých přileb. RB OSN ve svém prohlášení nejmenovala, koho považuje za útoky zodpovědného.

#### Pátek 15. listopadu
Prozatímní síly OSN v Libanonu (UNIFIL) ve svém prohlášení uvedly uvedly, že jejich velitelství v západním sektoru v jiholibanonské čtvrti Shama zasáhl dělostřelecký granát, který ale neexplodoval, způsobil určité škody, ale žádná zranění. IOS uvedly, že incident vyšetří. Podle prohlášení italského ministerstva zahraničí ptalský ministr zahraničí Antonio Tajani hovořil s izraelským protějškem Gideonem Sa'arem a protestoval proti izraelským útokům na personál a infrastrukturu jednotek OSN v Libanonu.
Podle agentury Reuters izraelský útok ráno zasáhl budovu na okraji jižního předměstí Bejrútu, poblíž centrálního parku. Jedná se o hustě zalidněnou čtvrť, která zahrnuje obytné bytové domy, podniky a policejní centrum. IOS 50 minut před útokem vydaly příkaz k evakuaci.
IOS ve svém prohlášení uvedly, že během dne provedly sérii leteckých útoků. Cíli byl sklad raket a asi 15 odpalovacích zařízení v jižním Libanonu. Některá z odpalovacích zařízení byla připravena k útokům na Izrael a jiná byla použita při předchozích útocích.
Podle IOS byl v přestřelce s operativcem Hizballáhu v jižním Libanonu zabit 1 izraelský voják. Zabit byl i operativec Hizballáhu. Počet zabitých příslušníků IOS od zahájení pozemní ofenzivy tak stoupl na 44.

#### Sobota 16. listopadu
Podle libanonského ministerstva zdravotnictví bylo při izraelském náletu na vesnici Chrejbeh v okrese Baalbek ve východním Libanonu zabito 6 lidí, včetně tří dětí. Zraněno bylo 11 osob. Při dalších náletech v jižním Libanonu byli zabiti 2 zdravotníci a 4 záchranáři zraněni.
Podle IOS byla dokončena vlna náletů na cíle Hizballáhu v libanonském Týrosu. Zasažena byla velitelská centra, sklady zbraní, přičemž řada těchto míst patřila regionální divizi Hizballáhu Azíz.
Podle libanonských médií dosáhly izraelské jednotky svého nejhlubšího bodu průniku do Libanonu, když krátce obsadily strategický kopec v jižní vesnici Chamaa, asi 5 kilometrů od hranice mezi Izraelem a Libanonem.
Podle prohlášení IOS byl během bojů v Libanonu zabit izraelský voják. Počet padlých izraelských vojáků od začátku pozemní ofenzivy tak stoupl na 48.
Podle IOS odpálil Hizballáh během dne 80 raket, které přeletěly do Izraele.

#### Neděle 17. listopadu
Hizballáh se podle svého prohlášení při odpalování raket zaměří na 5 izraelských vojenských základen, například na námořní základnu Haifa, námořní základnu Stella Maris či 2 další základny poblíž Haify. Podle IOS byli 2 civilisté zraněni, když jedna z raket zasáhla synagogu v Haifě.
Podle libanských bezpečnostních zdrojů zaútočilo izraelské letectvo v poslední době opakovaně na město Súr na jihozápadě Libanonu, jižní předměstí Bejrútu a také centrum libanonské metropole. Během posledních 2 dnů bylo podle IOS zasaženo více než dvě 200 cílů. Z jihu Libanonu hlášeno asi 20 raket odpálených na Izrael.
Podle IOS byl při leteckém útoku v Bejrútu zabit hlavní tiskový mluvčí Hizballáhu Mohammad Afíf. Afíf měl na starosti vztahy Hizballáhu s médii. IOS ho označuje za hlavního propagandistu a mluvčího Hizballáhu a viní ho z podpory a provádění teroristických aktivit Hizballáhu proti Izraeli. Zprávy vysílané Afífem v libanonských médiích oslavovaly a podněcovaly teroristické aktivity proti státu Izrael a byl zodpovědný za četné psychologické teroristické operace proti izraelské veřejnosti, píše se v prohlášení IOS. Podle libanonského ministerstva zdravotnictví byli při útoku zabiti 4 lidé a 14 jich bylo zraněno. Hizballáh Afífovu smrt potvrdil.

#### Pondělí 18. listopadu
Libanonský Hizballáh vyjádřil otevřenost návrhu na příměří, který vypracovaly USA k ukončení války s Izraelem. Podle zdrojů zapojených do rozhovorů Hizballáh poskytl pozitivní náznaky, že je připraven na dohodu. Postoj Izraele je dosud nejasný.
Při raketovém útoku Hizballáhu na severní Izrael byla ve městě Šfar'am zabita 1 žena, 1 čtyřletý chlapec byl vážně zraněn. Hizballáh během dne vypálil na Izrael více než 100 raket.
Podle libanonského ministerstva zdravotnictví izraelský letecký úder na oblast Mar Elias zabil 2 lidi a zranil 22 dalších. Podle agentury NNA byl útok  zaměřen na centrum Džamaá al-Islamíja, sunnitskou muslimskou skupinu, která je údajně spojena s palestinskou militantní skupinou Hamás a libanonským Hizballáhem.
Podle izraelského premiéra Benjamina Netanjahua Izrael bude muset pokračovat ve vojenských operacích proti hnutí Hizballáh, i když bude v Libanonu dosaženo dohody o příměří. Nedovolíme, aby se Hizballáh vrátil do stavu, ve kterém byl 6. října 2023, řekl Netanjahu.
IOS podle vlastního vyjádření v Libanonu zabily Alího Tawfíqa Dweiqa, šéfa Hizballáhu pro sekci raket středního doletu a zodpovědného za odpálení asi 300 raket na izraelské území, včetně oblasti Haifa.

#### Úterý 19. listopadu
Podle IOS vypálil Hizballáh během dne na severní a střední Izrael asi 70 raket. Ty zranily 5 osob a způsobily materiální škody.
Podle IOS byl během bojů v jižním Libanonu zabit 1 izraelský voják. Další 3 byli zraněni. Počet padlých izraelských vojáků se od začátku pozemních operací zvýšil na 49.
Podle vyjádření libanonské armády zahynuli 3 její vojáci během izraelského bombardování. Stalo se tak v Sarafandu, na jihu Libanonu. Během útoku bylo zraněno dalších 8 osob.
Podle mluvčího UNICEF bylo v Libanonu zabito více než 200 dětí za méně než dva měsíce. Navzdory více než 200 dětem zabitým v Libanonu za méně než dva měsíce se objevil znepokojivý vzorec: jejich smrt se setkává s netečností těch, kteří jsou schopni toto násilí zastavit, řekl novinářům v Ženevě James Elder, mluvčí UNICEF.
Podle IOS bylo během dne vypáleno z Libanonu na Izrael více než 40 projektilů. Ve středním Izraeli byli 4 lidé zraněni.

#### Středa 20. listopadu
IOS ve svém prohlášení uvedly, že... zdůrazňujeme, že izraelská armáda operuje proti teroristické organizaci Hizballáh a neoperuje proti libanonským ozbrojeným silám. Stalo se tak poté, co v úterý 19. listopadu zahynuli při izraelském bombardování 3 libanonští vojáci a ve středu 20. listopadu 1 libanonský voják.
Během přestřelky byl v jižním Libanonu zabit 1 izraelský voják a další 2 byli zraněni. Zabiti byli také 2 operativci Hizballáhu.
IOS podle svého prohlášení za poslední den zasáhly v Libanonu více než 100 cílů. Mezi cíle patřila odpalovací zařízení, sklady zbraní, velitelská střediska a vojenské struktury.
Italské ministerstvo zahraničí připustilo, že za útokem na záklanu UNIFIL z 15. listopadu stál Hizballáh. Itálie původně z útoku obvinila izraelskou armádu.

#### Čtvrtek 21. listopadu
Hizballáh ve svém prohlášení uvedl, že svou raketovou palbu zaměřil na leteckou základnu Hacor východně od Ašdodu, což je asi 150 kilometrů od hranice Libanonu s Izraelem. 
Podle izraelských zdravotníků byl Nahariji, v Izraeli, šrapnelem zabit 1 člověk po výbuchu rakety odpálené z Libanonu. Podle IOS bylo na Nahariji odpáleno asi 10 raket s tím, že většina projektilů byla zachycena a spadlé projektily byly identifikovány.
Podle libanonských médií zasáhla vlna izraelských útoků bejrútskou čtvrť Haret Hrajk, baštu Hizballáhu a objekty v Kafaatu. Podle IOS se nálety zaměřily na... velitelství teroristů a vojenskou infrastrukturu Hizballáhu v této oblasti.
Základem Spojenými státy dojednávaného příměří by měla být Rezoluce OSN č. 1701. Ta ukončila poslední konflikt mezi Hizballáhem a Izraelem v roce 2006. Rezoluce nařizovala okamžité zastavení nepřátelských akcí, přičemž obě strany souhlasily s ukončením bojů.

#### Pátek 22. listopadu
Podle libanonských médií dosáhly jednotky IOS břehů řeky Lítání poblíž města Deir Mimas, do kterého zablokovaly přístup a připravují se na útok na město Taybeh. Další izraelský postup je hlášen 5 km západně od Kfar Kila. Snadný postup byl umožněn nepřítomností Hizballáhu v křesťanských oblastech Qlayaa, Bir al-Muluk a Deir Mimas. Izraelská dělostřelecká palba zasáhla hrad Beaufort, Arnoun, Yihmour, Wadi Zawtar a Deir Siryan. Na postupující izraelské jednotky zaměřil Hizballáh raketovou palbu. Další raketové útoky na izraelské cíle jsou hlášeny v Chiamu, poblíž Tall al-Nahas a také poblíž elektrárny Marqos.
Během raketového útoku, který zasáhl mírové jednotky UNIFIL byli lehce zraněni 4 italští příslušníci těchto jednotek. Zatím co italská premiérka Giorgia Meloniová útok odsoudila, aniž z něj kohokoliv obvinila, italský ministr zahraničí Tajani z útoku obvinil Hizballáh.
Izraelské letectvo zaútočilo na předměstí Bejrútu, kde zabilo zabily nejméně pět zdravotníků. Na jihu Libanonu pokračovaly pozemní boje mezi izraelskými vojáky a příslušníky Hizballáhu.
IOS podle vlastního vyjádření během celého týdne zničily 45 raketometů Hizballáhu.
Podle IOS bylo za celý den z Libanonu odpáleno asi 80 raket, které pronikly do severního Izraele.

#### Sobota 23. listopadu
Podle libanonského bezpečnostního zdroje byl izraelský útok na Bastu, předměstí Bejrútu zaměřen na významného činitele Hizballáhu. Poslanec za Hizballáh Amin Šírí popřel, že by v době útoku byla v objektu přítomna jakákoli vysoce postavená osobnost skupiny. Při útoku podle ministerstva zdravotnictví zahynulo 15 osob a 63 jich bylo zraněno. Podle saúdské televize al-Arabíja byl terčem Muhammad Hajdar, člen nejvyšší vojenské rady hnutí Hizballáh. Podle saúdskoarabského serveru Hadás, který se odvolával na nejmenované izraelské zdroje, sobotní izraelský útok v centrálním Bejrútu nebyl úspěšný.
Nejméně 4 letecké útoky podnikl Izrael během rána na jihobejrútské předměstí Dáhija, přičemž rakety zasáhly budovu v blízkosti Bejrútské univerzity ve čtvrti Hadas. 16 osob, včetně 4 dětí bylo zabito při izraelských úderech na východě Libanonu, 14 osob zahynulo na jihu Libanonu, včetně 5 osob v přístavním městě Súr.
Útok bezpilotního letounu zabil 1 člověka a dalšího zranil v přístavním městě Týros na jihu Libanonu. Podle médií se jednalo o rybáře.

#### Neděle 24. listopadu
Během dne bylo na severní  střední Izrael vypáleno z Libanonu 250 raket a bezpilotních letounů. Při dopadu některých raket bylo několik osob zraněno. Zasaženy byly oblasti Kfar Blum, Haifa, Ma'alot-Taršicha, Petach Tikva a zemědělská komunita Rinatija.
Při izraelském leteckém útoku na libanonské vojenské zařízení byl 1 libanonský voják zabit a 18 jich bylo zraněno. Libanonský premiér Nadžíb Míkátí to prohlásil za... útok na Spojenými státy vedenou snahu o příměří a nazval to... přímým, krvavým vzkazem odmítajícím veškeré úsilí o ukončení války.
Podle IOS podniklo izraelské letectvo nálet na 12 velitelských center Hizballáhu na jižním předměstí Bejrútu. Jednalo se o velitelská centra Jednotky 4400 a zravodajských divizí Hizballáhu, které jsou zodpovědné za pašování zbraní z Íránu do Libanonu. IOS zároveň obvinily Hizballáh z používání libanonských civilistů jako živých štítů, neboť centra byla umístěna v hustě obydlených lokalitách.
IOS se oficiálně omluvily za útok na libanonské vojenské zařízení ve městě Al-Amirija, při kterém 1 libanonský voják zahynul a 18 jich bylo zraněno. IOS lituje incidentu a objasňuje, že bojuje cíleným způsobem proti teroristické organizaci Hizballáh, a ne proti libanonské armádě, uvádí se v prohlášení.

#### Pondělí 25. listopadu
Podle izraelských médií dala izraelská vláda předběžný souhlas s příměřím v konfliktu s Hizballáhem. Příměří by mělo zahrnovat 3 fáze: stažením Hizballáhu na sever od řeky Lítání, stažení Izraele z jižního Libanonu a izraelsko-libanonská jednání o sporných pohraničních oblastech. Izrael si vymínil na USA právo jednat vojensky, pokud Hizballáh poruší podmínky příměří. Dodržování příměří bude monitorovat mezinárodní orgán vedený USA.
Podle libanonských médií podniklo izraelské letectvo 3 útoky na okolí Haret Hreik, v jižní části Bejrútu. Podle IOS provedlo letectvo údery na několik velitelských středisek Hizballáhu.
Podle libanonského ministerstva zdravotnictví izraelské nálety v pondělí zabily nejméně 31 lidí. Oběti se nacházely v libanonských městech a obcích na východě a jihu Libanonu a poblíž Bejrútu. Většina obětí se nacházela na jihu, 4 lidé byli zabiti na východě Libanonu.
Podle zjištění Human Rights Watch (HRW) izraelský letecký útok z 25. října, který zabil tři novináře, ubytované v penzionu v jihovýchodním Libanonu byl s největší pravděpodobností úmyslným útokem na civilisty a zjevným válečným zločinem. Útok 25. října byl proveden za použití bomby shozené ze vzduchu a vybavené naváděcí soupravou JDAM (Joint Direct Attack Munition) americké výroby. HRW uvedla, že americká vláda by měla pozastavit dodávky zbraní do Izraele kvůli... opakovaným nezákonným útokům na civilisty, za které mohou být američtí představitelé spoluviníky válečných zločinů.
Podle izraelské televizní stanice Channel 12 izraelsko-libanonská dohoda o příměří obsahuje tyto prvky: vzájemné příměří, IOS může zůstat v Libanonu až 60 dní a odejde, jakmile se rozmístí libanonská armáda, v jižním Libanonu nebude žádná Izraelem držená hraniční nárazníková zóna a obyvatelé jižního Libanonu se mohou vrátit domů, libanonská vláda bude dohlížet na všechny nákupy zbraní a zbrojní výrobu v Libanonu a v USA stojí v čele mezinárodního orgánu dohlížejícího na implementaci dohody, v komisi bude zasedat i Francie.
Libanonský ministr zahraničí Abdalláh Bou Habíb ve svém projevu na konferenci v Římě odsoudil nedávný útok na základnu Prozatímních sil OSN (UNIFIL) na jihu země, při kterém byli lehce zraněni čtyři italští příslušníci mírových sil a vyzval všechny strany, aby respektovaly bezpečnost všech vojáků.

#### Úterý 26. listopadu
Během izraelského leteckého útoku na jižním předměstí Bejrútu bylo zasaženo 6 budov, včetně budovy poblíž mezinárodního letiště Rafíka Harírího. Nejsou žádné zprávy o obětech.
Podle izraelského ministra zahraničí Gideona Saara dohoda o příměří s Libanonem by závisela na vynucování, které by udrželo Hizballáh odzbrojený a mimo hranice. Testem jakékoli dohody bude jedna, ne slovy nebo formulacemi, ale vynucováním pouze dvou hlavních bodů. Prvním je zabránit Hizballáhu v postupu na jih za řeku Lítání a druhým je zabránit Hizballáhu v obnově svých sil a vyzbrojení v celém Libanonu, řekl Saar.
Mluvčí OSN Stephane Dujarric ve svém prohlášení uvedl, že OSN je hluboce znepokojena četnými útoky na libanonské ozbrojené síly. Ty tvrdí, že o život již přišlo 45 jejích vojáků. Libanonské úřady hlásí, že v listopadu bylo každý týden zabito v průměru 250 lidí, čímž se počet obětí od října 2023 zvýšil na více než 3 700, řekl Dujarric.
IOS podle svého prohlášení provedly v oblasti Wadi Saluki v jižním Libanonu útok na pozice Hizballáhu, zabavily stovky zbraní a zajistily desítky bunkrů a raketometů. Od roku 2000, kdy se Izrael stáhl z jižního Libanonu, je to poprvé, kdy izraelské jednotky dosáhly řeky Lítání.

#### Středa 27. listopadu
Dnes, ve 4 hodiny ráno izraelského času vstoupilo po téměř 14 měsících bojů v platnost příměří mezi Hizballáhem a Izraelem.
Podle vlastního prohlášení se libanonská armáda připravuje na nasazení na jihu země s úkolem zajistit, aby příměří vydrželo. Zároveň ve svém prohlášení požádala obyvatele pohraničních vesnic, aby odložili návrat domů, dokud se izraelská armáda nestáhne.
Podle poslance Hizballáhu Hassana Fadlalláha Hizballáh spolupracuje s nasazením libanonské armády v jižním Libanonu v rámci podmínek nového příměří s Izraelem. Fadlalláh trval na tom, že v jižním Libanonu nebudou žádné problémy. Fadlalláh dále řekl, že... Hizballáh nemá v jižním Libanonu žádné viditelné zbraně ani základny, ale zároveň poznamenal, že... skupina je tajným odporem, ne pravidelnou armádu.
Dnešní oznámení zastaví boje v Libanonu a zabezpečí Izrael před hrozbou Hizballáhu a dalších teroristických organizací operujících z Libanonu, uvedli ve společném prohlášení americký prezident Joe Biden a francouzský prezident Emmanuel Macron. Izraelský premiér Benjamin Netanjahu poděkoval americkému prezidentovi Bidenovi za jeho zapojení do zajištění dohody o příměří. Libanonský premiér Najib Mikati řekl, že... příměří je zásadním krokem k obnovení stability v regionu. Německá ministryně zahraničí Annalena Baerbocková dohodu přivítala... jako paprsek naděje pro celý region. Britský premiér Keir Starmer chválil... dlouho opožděné příměří, které by poskytlo určitou míru úlevy civilnímu obyvatelstvu jak v Izraeli, tak v Libanonu. Šéfka EU Ursula von der Leyenová uvítala velmi povzbudivé zprávy o příměří a uvedla, že... zvýší vnitřní bezpečnost a stabilitu Libanonu. Koordinátorka OSN pro Libanon Jeanine Hennis-Plasschaertová uvedla, že... není zapotřebí nic menšího než plné a neochvějné odhodlání obou stran. Turecké ministerstvo zahraničí uvedlo, že vítá dohodu o příměří a napsalo, že... je nezbytné, aby mezinárodní společenství vyvinulo tlak na Izrael, aby plně dodržoval příměří a poskytl reparace za škody, které způsobil v Libanonu. Čína uvedla, že dohodu o příměří vítá. Egyptský ministr zahraničí řekl, že... vítá dohodu o příměří mezi Hizballáhem a Izraelem.
V Libanonu bylo zabito více než 3 800 lidí, z velké části civilistů. Škody se v Libanonu odhadují na 8,5 miliardy dolarů, zničeno bylo nejméně 100 000 domů. Odhaduje se, že v Libanonu je vysídleno 1,2 milionu lidí. Hizballáh provedl více než 2 000 útoků v Izraeli. V Izraeli bylo zabito více než 80 izraelských vojáků a 47 civilistů a shořelo asi 5 683 akrů zalesněné půdy. V Izraeli bylo vysídleno více než 46 500 osob. Izrael provedl asi 14 000 útoků na cíle v Libanonu.

#### Čtvrtek 28. listopadu
IOS ve svém prohlášení uvedly, že na každé porušení příměří budou reagovat střelbou. Zároveň uvedly, že palbou reagovaly na pokusy příslušníků Hizballáhu o návrat do některých pohraničních oblastí. 4 příslušníci Hizballáhu byli v pohraniční oblasti zajati.
IOS vyzvaly obyvatele libanonských obcí, nacházejících se v pohraničním pásmu s Izraelem, aby se v zájmu své bezpečnosti nevracely do svých domovů. Během rána izraelské tanky ostřelovaly Markabu, Wazzani, Kfar Choubu, Khiyam, Taybe a okolí Marjayounu, když se libanonské rodiny vysídlené ze svých domovů pokusily vrátit, aby zkontrolovaly svůj majetek.
Podle libanonské armády izraelská armáda několikrát porušila podmínky příměří s tím, že... provedla letecké údery a útoky na libanonské území různými zbraněmi.
IOS ve svém prohlášení uvedly, že byl proveden letecký útok poté, co... byla zjištěna teroristická aktivita v zařízení Hizballáhu obsahujícím rakety středního doletu v jižním Libanonu. Podle agentury AP nejsou žádné informace o obětech izraelského leteckého útoku.

#### Pátek 29. listopadu
Vůdce Hizballáhu Na'ím Qásim ve svém projevu prohlásil, že Hizballáh ve válce s Izraelem zvítězil, neboť se Izraeli nepodařilo Hizballáh zničit. Hizballáh přistoupil na příměří se zdviženou hlavou a dokázal zasadit Izraeli tvrdé rány, řekl mimo jiné Qásim.
Podle libanonských médií IOS dělostřelecky zasáhly vesnice Markaba, Talusa a Chijam a izraelští vojáci střílely na civilisty v nedaleké vesnici Bint Džbejl. Oběti nejsou hlášeny. IOS uvedly, že zasáhly oblast v jižním Libanonu, kde zaznamenaly pohyb raketometu Hizballáhu.
IOS ve svém prohlášení uvedly, že při útoku dronem v jižním Libanonu byl zničen mobilní raketomet Hizballáhu osazený raketami středního doletu. 

#### Sobota 30. listopadu
Podle libanonského ministerstva zdravotnictví byli při izraelském útoku 3 lidi, včetně sedmiletého dítěte, zraněni ve vesnici Majdal Zoun na jihu Libanonu a 1 člověk byl zraněn při dalším izraelském útoku na Al Bisarija. IOS uvedly, že zaútočily na zařízení Hizballáhu v Sidonu, kde byly umístěny raketomety této ozbrojené skupiny a zasáhly vozidlo v jižním Libanonu naložené raketovými granáty, municí a vojenským vybavením.
IOS ve svém prohlášení uvedly, že provedly několik útoků zaměřených na hrozby, které podle ní porušují dohodu o příměří. Zasažena byla skupina ozbrojenců v jižním Libanonu, kteří nakládali auto RPG, krabicemi s municí a dalším vojenským vybavením. Další útok byl veden na skupinu operativců Hizballáhu spatřených v budově v jižním Libanonu, kde pozemní jednotky následně nalezly větší množství zbraní. Útok bezpilotním letounem byl také veden proti vozidlu, které operovalo v továrně na výrobu raket Hizballáhu.
Izraelská armáda uvedla, že zasáhla místa, která byla používána k pašování zbraní ze Sýrie do Libanonu.
Vůdce Hizballáhu Naím Kásim slíbil, že jeho hnutí bude úzce spolupracovat s libanonskou armádou při realizaci dohody o příměří s Izraelem.
Podle některých zdrojů se izraelská armády snaží využít šedesátidenní příměří k vytvoření nárazníkové zóny dokud libanonská armáda a mírové jednotky Prozatímních sil OSN v Libanonu (UNIFIL) nebudou moci pokračovat ve svém rozmísťování se podél jižní hranice a monitorovací výbor nebude moci začít pracovat. Podle těchto zdrojů izraelské akce jsou porušením příměří, které vstoupilo v platnost ve středu 27. listopadu. 

### Prosinec

#### Neděle 1. prosince - neděle 8. prosince
1. prosince IOS oznámily, že poblíž kostela v jižním Libanonu v přestřelce zabily 4 operativce Hizballáhu. Večer Hizballáh vypálil dva projektily směrem k hoře Dov, území známému jako Farmy Šibáa. Izrael uvedl, že projektily dopadly na otevřená prostranství a nebyla hlášena žádná zranění.  2. prosince IOS uvedly, že podnikly útoky na vojenská vozidla Hizballáhu používaná k přepravě zbraní v Hermelu, poblíž hranice mezi Libanonem a Sýrií a na vojenská vozidla operující v blízkosti vojenské infrastruktury Hizballáhu v Bikáa. Podle libanonské armády byl při izraelském útoku bezpilotním letounem zraněn 1 libanonský voják v oblasti Hermel. 3. prosince Izrael pohrozil, že pokud se příměří s Hizballáhem zhroutí, obnoví bojové akce a přestane dělat rozdíl mezi Libanonem a Hizballáhem. 4. prosince IOS uvedly, že při leteckém útoku zasáhly odpalovací zařízení, které bylo zjištěno v Majdal Zoun v jižním Libanonu. Izraelské jednotky se začaly stahovat z jižního Libanonu a libanonská armáda posiluje svou přítomnost v Týru a okolních oblastech. 5. prosince americké zpravodajské služby ve svém prohlášení oznámily, že se Hizballáh snaží verbovat nové bojovníky a obnovit svou výzbroj a infrastrukturu. 6. prosince IOS ve svém prohlášení uvedly, že byly provedeny údery na pašerácké trasy a infrastrukturu Hizballáhu nacházející se poblíž přechodů na syrsko-libanonské hranici. 6. prosince IOS uvedly, že v jižním Libanonu lokalizovaly a zničily raketomety, minomety, desítky raket a další vybavení patřící Hizballáhu. 7. prosince zahynuli podle libanonských médií 4 osoby a 6 jich bylo zraněno při izraelském leteckém útoku na jiholibanonské město Bejt Líf a v jiholibanonské vesnici Dajr Sírján bylo podle IOS zabit operativec Hizballáhu. 8. prosince IOS potvrdily útok na skupinu operativců Hizballáhu ve skladu zbraní v jiholibanonské vesnici Dibbine poblíž Marjayounu. Zároveň potvrdily údery v dalších oblastech jižního Libanonu zaměřené na operativce Hizballáhu

#### Pondělí 9. prosince - neděle 15. prosince
9. prosince při izraelském útoku na automobil na jihu byl podle libanonské armády 1 člověk zabit a 4 vojáci zraněni. 4 izraelští vojáci, kteří zahynuli v jižním Libanonu v neděli 8. prosince zemřeli podle IOS při náhodné detonaci výbušnin, když demolovali tunel Hizballáhu s uloženými zbraněmi. Libanonská armáda 11. prosince uvedla, že začala, v koordinaci s Mírovými jednotkami UNIFIL  rozmisťovat své jednotky v Chiamu poté, co se z oblasti stáhly jednotky IOS. Libanonská armáda také varovala libanonské civilisty, aby se k oblasti nepřibližovali, protože se ve městě provádí hledání nevybuchlé munice. Podle libanonského ministerstva zdravotnictví byl 12. prosince při izraelském úderu na na město Ainata, na jihu země zabit 1 člověk a další byl zraněn. 14. prosince ve svém projevu přiznal vůdce Hizballáhu šejk Najím Kásim, že jím vedená skupina ztratila svou zásobovací trasu přes Sýrii, ale dodal, že... je to jen detail v boji hnutí odporu. V neděli 15. prosince uvedly IOS ve svém prohlášení, že jednotky izraelské armády při své činnosti v jižním Libanonu zajistily více než 10 000 kusů zbraní Hizballáhu.

#### Pondělí 16 prosince - neděle 22. prosince
IOS vydaly 16. prosince nové varování zaměřené na obyvatele jižního Libanonu, zdůrazňující omezení pohybu a rizika spojená s návratem do oblastí jižně od určené linie až do odvolání. 17. prosince oznámily IOS, že  provedly útok bezpilotním letounem v jižním Libanonu, zaměřeným na operativce Hizballáhu, který porušoval dohodu o příměří poté, co byl spatřen, jak nakládá vozidlo zbraněmi. IOS ve svém prohlášení 18. prosince uvedly, že zničily tunel v jižním Libanonu, který sloužil jako velitelské centrum Hizballáhu a byl využíván Hizballáhem k řízení raketových útoků na izraelská města v Galileji. Poblíž tunelu se nacházelo několik skladů zbraní, včetně jednoho uvnitř mešity, kde byly uloženy stovky výbušných zařízení, zbraní, granátů a dalšího vybavení.IOS ve svém prohlášení tvrdí, že zničily raketomety a zbraně na pozicích Hizballáhu v jižním Libanonu. Podle informací portálu Asharq Al-Awsat zveřejněných 19. prosince Hizballáh pohřešuje 1 000 až 1 500 bojovníků poté, co s nimi ztratil kontakt a není jasné, zda byli zabiti v bitvě nebo zajati izraelskou armádou. Některé zprávy naznačují, že IOS je zadržováno asi 10 bojovníků Hizballáhu. Organizace Amnesty International 21. prosince ve svém prohlášení odsoudila Hizballáh za to, že během posledního konfliktu střílel salvy neřízených raket na civilní oblasti Izraele s tím, že... přímé útoky na civilisty a civilní objekty a nerozlišující útoky, které zabíjejí a zraňují civilisty, musí být vyšetřeny jako válečné zločiny. Podle libanonské Národní zpravodajská agentury (NNA) bylo 22. prosince na libanonsko-izraelské hranici předáno příslušníkům mezinárodních jednotek UNIFIL Izraelem 7 osob. Ty byly převezeny do nemocnice na kontrolu libanonským Červeným křížem za doprovodu Mezinárodního výboru Červeného kříže a následně byly převezeny libanonskou vojenskou rozvědkou do jejího ústředí v Sidonu k výslechům.

#### Pondělí 23. prosince - úterý 31. prosince
Podle libanonských médií podnikl Izrael 25. prosince u libanonského města Tarya nálet. Ten neměl za následek oběti na životech, podle nejmenovaného zdroje byly cílem sklady, o kterých se věří, že patří Hizballáhu. Během 27. prosince provedlo izraelské letectvo 3 nálety ve východním Libanonu, podruhé od doby, kdy začátku příměří. Podle libanonských médií při útoku na město Qousaya v údolí Bikáa nebyly hlášeny žádné oběti a cíl zůstal nejasný. Podle IOS její letectvo zasáhlo infrastrukturu používanou Hizballáhem k pašování zbraní ze Sýrie. Podle IOS objevily jednotky izraelské armády během 27. prosince poblíž jiholibanonské obce Naqoury vojenské vybavení, včetně výbušnin, raket, RPG a pušek a raket Burkan. Zajištěno bylo i nákladní vozidlo se čtyřicetihlavňovým raketometem. To nejsou vesnice s nějakou vojenskou infrastrukturou, to jsou základny maskované jako civilní oblast, sdělila Sarit Zahavi, prezidentka výzkumného centra Alma. Podle libanonské tiskové agentury NNA izraelská armáda 29. prosince zablokovala silnici mezi al-Taybeh a Deir Seryan a rozmístila tam své síly, přičemž den před tím izraelské jednotky v oblasti prohledávaly domy ve městě a následně je zapalovaly. Uprchnout byli podle NNA nuceni i obyvatelé města al-Qantara poté, co tam... izraelští vojáci vtrhli a vypálili jim domy. Podle prohlášení zástupkyně ředitele mediálního úřadu UNIFIL Candice Ardellová z 30. prosince... Izraelské obranné síly informovaly UNIFIL, že v blízkosti Taybeh nemůže být zaručena bezpečnost mírových sil a že hlídky by se měly této oblasti vyhnout. 